# Olympische Sommerspiele 2012/Teilnehmer (Russland)
| Gelbes Symbol für Goldmedaillen mit stilisierten Olympischen Ringen | Graues Symbol für Silbermedaillen mit stilisierten Olympischen Ringen | Braundes Symbol für Bronzemedaillen mit stilisierten Olympischen Ringen |
| ------------------------------------------------------------------- | --------------------------------------------------------------------- | ----------------------------------------------------------------------- |
| 18                                                                  | 21                                                                    | 26                                                                      |

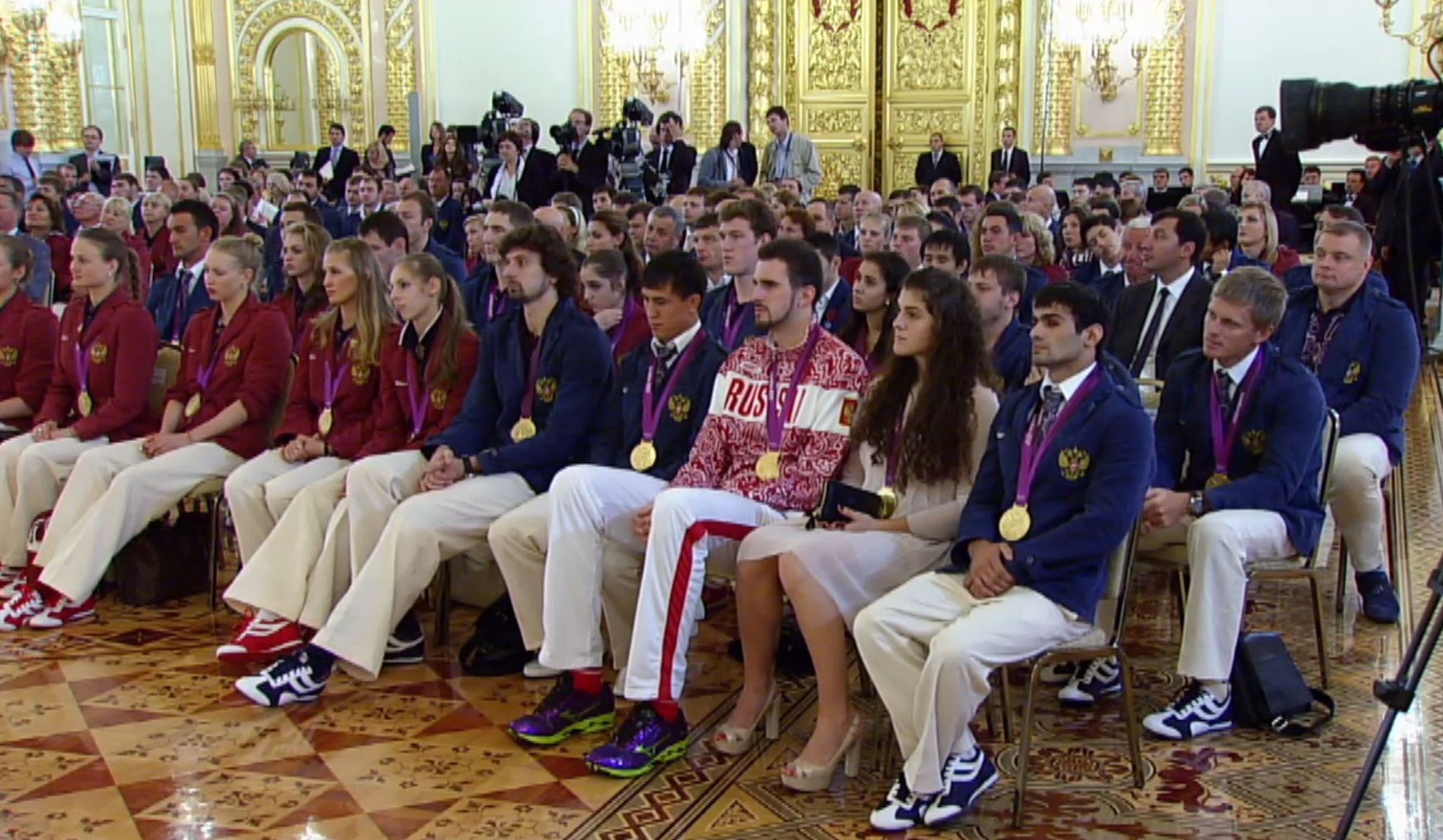
Die russische Olympiamannschaft bei einem Empfang

Russland nahm in London an den Olympischen Spielen 2012 teil. Es war die insgesamt achte Teilnahme an Olympischen Sommerspielen. Das Olimpijski komitet Rossii nominierte 443 Athleten in 29 Sportarten.
Fahnenträgerin bei der Eröffnungsfeier war die Tennisspielerin Marija Scharapowa.
Die Bahnradfahrerin Wiktorija Baranowa wurde nach einem positiven Dopingbefund (Testosteron) bei einer vorolympischen Trainingskontrolle am 24. Juli 2012 und nachdem sie zugegeben hatte, ein verbotenes Mittel genommen zu haben, während der Spiele ausgeschlossen.

## Teilnehmer nach Sportarten

### Badminton
| Athleten                                | Wettbewerb | Gruppenphase                                             | Gruppenphase                                                         | Gruppenphase | Gruppenphase | Achtelfinale  | Achtelfinale  | Viertelfinale         | Viertelfinale    | Halbfinale       | Halbfinale       | Finale         | Finale                            | Rang   |
| Athleten                                | Wettbewerb | Gegner                                                   | Ergebnis                                                             | Punkte       | Rang         | Gegner        | Ergebnis      | Gegner                | Ergebnis         | Gegner           | Ergebnis         | Gegner         | Ergebnis                          | Rang   |
| --------------------------------------- | ---------- | -------------------------------------------------------- | -------------------------------------------------------------------- | ------------ | ------------ | ------------- | ------------- | --------------------- | ---------------- | ---------------- | ---------------- | -------------- | --------------------------------- | ------ |
| Frauen                                  |            |                                                          |                                                                      |              |              |               |               |                       |                  |                  |                  |                |                                   |        |
| Anastassija Prokopenko                  | Einzel     | K. Augustyn T. Baun                                      | 2:0 (21:16, 21:17) 1:2 (21:19, 15:21, 16:21)                         | 1 (94:94)    | 2            | ausgeschieden | ausgeschieden | ausgeschieden         | ausgeschieden    | ausgeschieden    | ausgeschieden    | ausgeschieden  | ausgeschieden                     | 17     |
| Walerija Sorokina Nina Wislowa          | Doppel     | Wang X. Yu Y. Jung K. Kim H. A. Bruce M. Li              | 2:0* (21:0, 21:0)* 2:0* (21:0, 21:0)* 2:0 (21:8, 21:10)              | 3 (126:18)   | 1            | –             | –             | M. Edwards A. Viljoen | 2:0 (21:9, 21:7) | Zhang N. Zhao Y. | 0:2 (19:21 6:21) | A. Bruce M. Li | Spiel um Platz 3 2:0 (21:9 21:10) | Bronze |
| Männer                                  |            |                                                          |                                                                      |              |              |               |               |                       |                  |                  |                  |                |                                   |        |
| Wladimir Iwanow                         | Einzel     | Shon W. Hsu J. H.                                        | 0:2 (15:21, 19:21) 2:0 (21:15, 21:13)                                | 1 (76:70)    | 2            | ausgeschieden | ausgeschieden | ausgeschieden         | ausgeschieden    | ausgeschieden    | ausgeschieden    | ausgeschieden  | ausgeschieden                     | 17     |
| Wladimir Iwanow Iwan Sosonow            | Doppel     | M. Boe C. Mogensen Chai B. Guo Z. D. L. James W. Viljoen | 1:2 (21:16, 19:21, 14:21) 0:2 (21:23, 15:21) 2:0 (21:13, 21:15)      | 1 (132:130)  | 3            | ausgeschieden | ausgeschieden | ausgeschieden         | ausgeschieden    | ausgeschieden    | ausgeschieden    | ausgeschieden  | ausgeschieden                     | 9      |
| Mixed                                   |            |                                                          |                                                                      |              |              |               |               |                       |                  |                  |                  |                |                                   |        |
| Alexander Nikolajenko Walerija Sorokina | Doppel     | C. Adcock I. Bankier Chai B. Guo Z. M. Fuchs B. Michels  | 2:1 (14:21, 21:9, 21:18) 0:2 (21:23, 15:21) 1:2 (18:21, 21:12 19:21) | 1 (121:144)  | 3            | ausgeschieden | ausgeschieden | ausgeschieden         | ausgeschieden    | ausgeschieden    | ausgeschieden    | ausgeschieden  | ausgeschieden                     | 9      |

### Basketball
| Wettbewerb    | Frauen | Männer |
| ------------- | --- | --- |
| Athleten      | Olga Arteschina Jewgenija Beljakowa Jelena Danilotschkina Nadeschda Grischajewa Becky Hammon Ilona Korstin Marina Kusina Irina Ossipowa Anna Petrakowa Natalja Schedik Natalja Wijeru Natalja Wodopjanowa | Semjon Antonow Wiktor Chrjapa Dmitri Chwostow Witali Fridson Sergei Karassjow Alexander Kaun Andrei Kirilenko Sergei Monja Timofei Mosgow Anton Ponkraschow Alexei Schwed Jewgeni Woronow |
| Trainer       | Boris Sokolowski | David Blatt |
| Gruppenphase  | Kanada (58:53) Brasilien (69:59) Großbritannien (67:61) Australien (66:70) Frankreich (54:65) | Großbritannien (95:75) Volksrepublik China (73:54) Brasilien (75:74) Spanien (77:74) Australien (80:82)                                                                                   |
| Viertelfinale | Türkei (66:63) | Litauen (83:74) |
| Halbfinale    | Frankreich (64:81) | Spanien (59:67) |
| Finale        | Spiel um Platz 3: Australien (74:83) | Spiel um Platz 3: Argentinien (81:77) |
| Platzierung   | 4 | Bronze |

### Beachvolleyball
| Athleten                                | Gruppenphase                                                                | Gruppenphase                                                                 | Gruppenphase | Gruppenphase | Achtelfinale               | Achtelfinale             | Viertelfinale | Viertelfinale | Halbfinale    | Halbfinale    | Finale        | Finale        | Rang |
| Athleten                                | Gegner                                                                      | Ergebnis                                                                     | Punkte       | Rang         | Gegner                     | Ergebnis                 | Gegner        | Ergebnis      | Gegner        | Ergebnis      | Gegner        | Ergebnis      | Rang |
| --------------------------------------- | --------------------------------------------------------------------------- | ---------------------------------------------------------------------------- | ------------ | ------------ | -------------------------- | ------------------------ | ------------- | ------------- | ------------- | ------------- | ------------- | ------------- | ---- |
| Frauen                                  |                                                                             |                                                                              |              |              |                            |                          |               |               |               |               |               |               |      |
| Jekaterina Chomjakowa Jewgenija Ukolowa | G. Cicolari / M. Menegatti M.-A. Lessard / A. Martin S. Mullin / Z. Dampney | 1:2 (21:17, 18:21, 8:15) 2:1 (21:18, 28:30, 15:13) 2:0 (25:23, 21:13)        | 5            | 2            | Zhang X. Xue C.            | 0:2 (12:21, 11:21)       | ausgeschieden | ausgeschieden | ausgeschieden | ausgeschieden | ausgeschieden | ausgeschieden | 9    |
| Anastassija Wassina Anna Wosakowa       | Zhang X. / Xue C. V. Arvaniti / M. Tsiartsiani S. Kuhn / N. Zumkehr         | 2:1 (18:21, 21:14, 16:14) 1:2 (21:18, 13:21, 12:15) 2:1 (21:17, 19:21, 15:9) | 5            | 2            | D. Schwaiger St. Schwaiger | 1:2 (17:21, 21:16, 9:15) | ausgeschieden | ausgeschieden | ausgeschieden | ausgeschieden | ausgeschieden | ausgeschieden | 9    |
| Männer                                  |                                                                             |                                                                              |              |              |                            |                          |               |               |               |               |               |               |      |
| Sergei Prokopjew Konstantin Semjonow    | J. Brink / J. Reckermann S. Heyer / S. Chevallier Xu L. / Wu P.             | 0:2 (19:21, 17:21) 1:2 (26:28, 21:18, 13:15) 2:1 (29:22, 17:21, 15:12)       | 4            | 3            | J. Gibb S. Rosenthal       | 0:2 (14:21, 20:22)       | ausgeschieden | ausgeschieden | ausgeschieden | ausgeschieden | ausgeschieden | ausgeschieden | 9    |

### Bogenschießen
| Athleten                                        | Wettbewerb | Qualifikation | Qualifikation | 1. Runde        | 1. Runde | 2. Runde        | 2. Runde      | Achtelfinale           | Achtelfinale  | Viertelfinale     | Viertelfinale     | Halbfinale    | Halbfinale    | Finale            | Finale        | Rang |
| Athleten                                        | Wettbewerb | Ringe         | Rang          | Gegner          | Ergebnis | Gegner          | Ergebnis      | Gegner                 | Ergebnis      | Gegner            | Ergebnis          | Gegner        | Ergebnis      | Gegner            | Ergebnis      | Rang |
| ----------------------------------------------- | ---------- | ------------- | ------------- | --------------- | -------- | --------------- | ------------- | ---------------------- | ------------- | ----------------- | ----------------- | ------------- | ------------- | ----------------- | ------------- | ---- |
| Frauen                                          |            |               |               |                 |          |                 |               |                        |               |                   |                   |               |               |                   |               |      |
| Xenija Perowa                                   | Einzel     | 659           | 9             | Nada Kamel      | 6:0      | Natalia Valeeva | 6:2           | Ika Yuliana Rochmawati | 6:5           | Ki Bo-bae         | 4:6               | ausgeschieden | ausgeschieden | ausgeschieden     | ausgeschieden | 5    |
| Inna Stepanowa                                  | Einzel     | 653           | 17            | Rachelle Cabral | 7:1      | Ren Hayakawa    | 3:7           | ausgeschieden          | ausgeschieden | ausgeschieden     | ausgeschieden     | ausgeschieden | ausgeschieden | ausgeschieden     | ausgeschieden | 17   |
| Kristina Timofejewa                             | Einzel     | 650           | 23            | Naomi Folkard   | 4:6      | ausgeschieden   | ausgeschieden | ausgeschieden          | ausgeschieden | ausgeschieden     | ausgeschieden     | ausgeschieden | ausgeschieden | ausgeschieden     | ausgeschieden | 33   |
| Xenia Perowa Inna Stepanowa Kristina Timofejewa | Mannschaft | 1962          | 6             | –               | –        | –               | –             | Großbritannien         | 215:208       | Chinesisch Taipeh | 216(T28):216(T26) | China         | 207:208       | um Platz 3: Japan | 207:209       | 4    |

### Boxen
| Athleten            | Wettbewerb                    | 1. Runde               | 1. Runde | Achtelfinale               | Achtelfinale | Viertelfinale         | Viertelfinale | Halbfinale            | Halbfinale    | Finale           | Finale        | Rang   |
| Athleten            | Wettbewerb                    | Gegner                 | Ergebnis | Gegner                     | Ergebnis     | Gegner                | Ergebnis      | Gegner                | Ergebnis      | Gegner           | Ergebnis      | Rang   |
| ------------------- | ----------------------------- | ---------------------- | -------- | -------------------------- | ------------ | --------------------- | ------------- | --------------------- | ------------- | ---------------- | ------------- | ------ |
| Frauen              |                               |                        |          |                            |              |                       |               |                       |               |                  |               |        |
| Jelena Saweljewa    | Fliegengewicht 48 bis 51 kg   | –                      | –        | Kim Hye-song               | 12:9         | Ren Cancan            | 7:12          | ausgeschieden         | ausgeschieden | ausgeschieden    | ausgeschieden | 5      |
| Sofja Otschigawa    | Leichtgewicht 57 bis 60 kg    | –                      | –        | Freilos                    | Freilos      | Alexis Pritchard      | 22:4          | Adriana Araujo        | 17:11         | Katie Taylor     | 8:10          | Silber |
| Nadeschda Torlopowa | Mittelgewicht 69 bis 75 kg    | –                      | –        | Freilos                    | Freilos      | Edith Ogoke           | 18:8          | Li Jinzi              | 12:10         | Claressa Shields | 12:19         | Silber |
| Männer              |                               |                        |          |                            |              |                       |               |                       |               |                  |               |        |
| Dawid Airapetjan    | Halbfliegengewicht bis 49 kg  | Freilos                | Freilos  | Jantony Ortiz              | 15:13        | Ferhat Pehlivan       | 19:11         | Kaew Pongprayoon      | 12:13         | ausgeschieden    | ausgeschieden | Bronze |
| Michail Alojan      | Fliegengewicht bis 52 kg      | Freilos                | Freilos  | Samir Brahimi              | 14:9         | Jeyvier Cintrón       | 23:13         | Njambajaryn Tögstsogt | 11:15         | ausgeschieden    | ausgeschieden | Bronze |
| Sergei Wodopjanow   | Bantamgewicht bis 56 kg       | Alberto Melián         | 12:5     | Robenilson Vieira de Jesus | 11:13        | ausgeschieden         | ausgeschieden | ausgeschieden         | ausgeschieden | ausgeschieden    | ausgeschieden | 9      |
| Andrei Samkowoi     | Weltergewicht bis 69 kg       | Mai Maitituersun Qiong | 16:11    | Adam Nolan                 | 18:9         | Errol Spence          | 16:11         | S. Säpijew            | 12:18         | ausgeschieden    | ausgeschieden | Bronze |
| Jegor Mechonzew     | Halbschwergewicht bis 81 kg   | Freilos                | Freilos  | Damien Hooper              | 19:11        | Elshod Rasulov        | 19:15         | Yamaguchi Falcão      | 23:11         | Ä. Nijasymbetow  | 15:15         | Gold   |
| Artur Beterbijew    | Schwergewicht bis 91 kg       | -                      | -        | Michael Hunter             | 10:10        | Oleksandr Ussyk       | 13:17         | ausgeschieden         | ausgeschieden | ausgeschieden    | ausgeschieden | 5      |
| Magomed Omarow      | Superschwergewicht über 91 kg | -                      | -        | Dominic Breazeale          | 19:8         | Məhəmmədrəsul Məcidov | 14:17         | ausgeschieden         | ausgeschieden | ausgeschieden    | ausgeschieden | 5      |

### Fechten
| Athleten                                                                 | Wettbewerb         | 1. Runde | 1. Runde | 2. Runde            | 2. Runde | Achtelfinale        | Achtelfinale  | Viertelfinale      | Viertelfinale | Halbfinale          | Halbfinale    | Finale                       | Finale        | Rang          |
| Athleten                                                                 | Wettbewerb         | Gegner   | Ergebnis | Gegner              | Ergebnis | Gegner              | Ergebnis      | Gegner             | Ergebnis      | Gegner              | Ergebnis      | Gegner                       | Ergebnis      | Rang          |
| ------------------------------------------------------------------------ | ------------------ | -------- | -------- | ------------------- | -------- | ------------------- | ------------- | ------------------ | ------------- | ------------------- | ------------- | ---------------------------- | ------------- | ------------- |
| Frauen                                                                   |                    |          |          |                     |          |                     |               |                    |               |                     |               |                              |               |               |
| Wioletta Kolobowa                                                        | Degen Einzel       | –        | –        | Monika Sozanska     | 14:15    | ausgeschieden       | ausgeschieden | ausgeschieden      | ausgeschieden | ausgeschieden       | ausgeschieden | ausgeschieden                | ausgeschieden | ausgeschieden |
| Ljubow Schutowa                                                          | Degen Einzel       | –        | –        | Jana Schemjakina    | 12:15    | ausgeschieden       | ausgeschieden | ausgeschieden      | ausgeschieden | ausgeschieden       | ausgeschieden | ausgeschieden                | ausgeschieden | ausgeschieden |
| Anna Siwkowa                                                             | Degen Einzel       | –        | –        | Jung Hyo-jung       | 15:12    | Anca Măroiu         | 11:15         | ausgeschieden      | ausgeschieden | ausgeschieden       | ausgeschieden | ausgeschieden                | ausgeschieden | ausgeschieden |
| Violeta Kolobowa Ljubow Schutowa Anna Siwkowa                            | Degen Mannschaft   | –        | –        | –                   | –        | –                   | –             | Ukraine            | 45:34         | Volksrepublik China | 19:20         | Vereinigte Staaten           | 30:31         | 4             |
| Inna Deriglasowa                                                         | Florett Einzel     | Freilos  | Freilos  | Ysaora Thibus       | 8:15     | ausgeschieden       | ausgeschieden | ausgeschieden      | ausgeschieden | ausgeschieden       | ausgeschieden | ausgeschieden                | ausgeschieden | ausgeschieden |
| Kamilla Gafursjanowa                                                     | Florett Einzel     | Freilos  | Freilos  | Martyna Synoradzka  | 15:8     | Arianna Errigo      | 7:15          | ausgeschieden      | ausgeschieden | ausgeschieden       | ausgeschieden | ausgeschieden                | ausgeschieden | ausgeschieden |
| Aida Schanajewa                                                          | Florett Einzel     | Freilos  | Freilos  | Jung Gil-ok         | 14:15    | ausgeschieden       | ausgeschieden | ausgeschieden      | ausgeschieden | ausgeschieden       | ausgeschieden | ausgeschieden                | ausgeschieden | ausgeschieden |
| Inna Deriglasowa Kamilla Gafursjanowa Aida Schanajewa                    | Florett Mannschaft | –        | –        | –                   | –        | Freilos             | Freilos       | Japan              | 45:17         | Südkorea            | 44:32         | Italien                      | 31:45         | Silber        |
| Julija Gawrilowa                                                         | Säbel Einzel       | –        | –        | Julija Schiwiza     | 15:7     | Zhu Min             | 11:15         | ausgeschieden      | ausgeschieden | ausgeschieden       | ausgeschieden | ausgeschieden                | ausgeschieden | ausgeschieden |
| Sofja Welikaja                                                           | Säbel Einzel       | –        | –        | Lea Moutoussamy     | 15:6     | Alejandra Benítez   | 15:10         | Dagmara Wozniak    | 15:13         | Olha Charlan        | 15:12         | Kim Ji-yeon                  | 9:15          | Silber        |
| Männer                                                                   |                    |          |          |                     |          |                     |               |                    |               |                     |               |                              |               |               |
| Pawel Suchow                                                             | Degen Einzel       | –        | –        | Jung Jin-sun        | 11:15    | ausgeschieden       | ausgeschieden | ausgeschieden      | ausgeschieden | ausgeschieden       | ausgeschieden | ausgeschieden                | ausgeschieden | ausgeschieden |
| Artur Achmatchusin                                                       | Florett Einzel     | Freilos  | Freilos  | Richard Kruse       | 15:5     | Ma Jianfei          | 11:15         | ausgeschieden      | ausgeschieden | ausgeschieden       | ausgeschieden | ausgeschieden                | ausgeschieden | ausgeschieden |
| Alexei Tscheremissinow                                                   | Florett Einzel     | Freilos  | Freilos  | Tarek Ayad          | 15:8     | Alexander Massialas | 15:6          | Andrea Baldini     | 5:15          | ausgeschieden       | ausgeschieden | ausgeschieden                | ausgeschieden | ausgeschieden |
| Renal Ganejew                                                            | Florett Einzel     | Freilos  | Freilos  | Sebastian Bachmann  | 9:15     | ausgeschieden       | ausgeschieden | ausgeschieden      | ausgeschieden | ausgeschieden       | ausgeschieden | ausgeschieden                | ausgeschieden | ausgeschieden |
| Artur Achmatchusin Renal Ganejew Alexei Tscheremissinow Alexei Chowanski | Florett Mannschaft | –        | –        | –                   | –        | Freilos             | Freilos       | Deutschland        | 40:44         | Volksrepublik China | 45:40         | Vereinigtes Königreich       | 45:35         | 5             |
| Nikolai Kowaljow                                                         | Säbel Einzel       | Freilos  | Freilos  | James Williams      | 15:12    | Won Woo-young       | 15:11         | Nicolas Limbach    | 15:12         | Áron Szilágyi       | 7:15          | um Platz 3: Rareș Dumitrescu | 15:10         | Bronze        |
| Weniamin Reschetnikow                                                    | Säbel Einzel       | Freilos  | Freilos  | Timothy Morehouse   | 6:15     | ausgeschieden       | ausgeschieden | ausgeschieden      | ausgeschieden | ausgeschieden       | ausgeschieden | ausgeschieden                | ausgeschieden | ausgeschieden |
| Alexei Jakimenko                                                         | Säbel Einzel       | Freilos  | Freilos  | Hernan Jansen Brito | 15:4     | Daryl Homer         | 14:15         | ausgeschieden      | ausgeschieden | ausgeschieden       | ausgeschieden | ausgeschieden                | ausgeschieden | ausgeschieden |
| Alexei Jakimenko Nikolai Kowaljow Wenjamin Reschetnikow                  | Säbel Mannschaft   | –        | –        | –                   | –        | –                   | –             | Vereinigte Staaten | 45:33         | Rumänien            | 43:45         | Italien                      | 40:45         | 4             |

### Gewichtheben
| Athleten              | Wettbewerb        | Reißen  | Reißen | Stoßen  | Stoßen | Zweikampf | Zweikampf | Rang         |
| Athleten              | Wettbewerb        | Gewicht | Rang   | Gewicht | Rang   | Gewicht   | Rang      | Rang         |
| --------------------- | ----------------- | ------- | ------ | ------- | ------ | --------- | --------- | ------------ |
| Frauen                |                   |         |        |         |        |           |           |              |
| Swetlana Zarukajewa   | Klasse bis 63 kg  | 112 kg  | 1      | 125 kg  | 3      | 237 kg    | 2         | DSQ (Doping) |
| Oksana Sliwenko       | Klasse bis 69 kg  | -       | -      | -       | -      | -         | -         | -            |
| Natalja Zabolotnaja   | Klasse bis 75 kg  | 131     | 1      | 160 kg  | 2      | 291 kg    | 2         | DSQ (Doping) |
| Tatjana Kaschirina    | Klasse über 75 kg | 151 kg  | 1      | 181 kg  | 2      | 332 kg    | 2         | Silber       |
| Männer                |                   |         |        |         |        |           |           |              |
| Apti Auchadow         | Klasse bis 85 kg  | 175 kg  | 2      | 210 kg  | 2      | 385 kg    | 2         | DSQ (Doping) |
| Andrei Demanow        | Klasse bis 94 kg  | 182 kg  |        | 225 kg  |        | 407 kg    |           | 4            |
| Alexander Iwanow      | Klasse bis 94 kg  | 185 kg  |        | 224 kg  |        | 409 kg    |           | DSQ (Doping) |
| Chadschimurat Akkajew | Klasse bis 105 kg | -       | -      | -       | -      | -         | -         | -            |
| Dmitri Klokow         | Klasse bis 105 kg | -       | -      | -       | -      | -         | -         | -            |

### Handball
| Wettbewerb    | Frauen |
| ------------- | --- |
| Athleten      | Irina Blisnowa Ljudmila Bodniewa Olga Tschernoiwanenko Jekaterina Dawydenko Tatjana Chmyrowa Olga Lewina Jekaterina Marennikowa Nadeschda Murawjowa Ljudmila Postnowa Anna Sedoikina Wiktorija Schilinskaite Natalja Schipilowa Marija Sidorowa Emilija Turei |
| Trainer       | Jewgeni Trefilow |
| Gruppenphase  | Angola 30:27 (18:12) Großbritannien 37:16 (17:8) Kroatien 28:30 (15:15) Brasilien 31:27 (15:14) Montenegro 25:25 (16:15) |
| Viertelfinale | Südkorea 23:24 (11:14) |
| Halbfinale    | ausgeschieden |
| Finale        | ausgeschieden |
| Platzierung   | – |

### Judo
| Athleten              | Wettbewerb         | 1. Runde Round of 64 | 1. Runde Round of 64 | 2. Runde Round of 32   | 2. Runde Round of 32 | Achtelfinale Round of 16 | Achtelfinale Round of 16 | Viertelfinale Quarter Final  | Viertelfinale Quarter Final | Hoffnungsrunde Halbfinale Repechage | Hoffnungsrunde Halbfinale Repechage | Halbfinale      | Halbfinale      | Hoffnungsrunde Finale Bronze Medal | Hoffnungsrunde Finale Bronze Medal | Finale                   | Finale          | Rang   |
| Athleten              | Wettbewerb         | Gegner               | Ergebnis             | Gegner                 | Ergebnis             | Gegner                   | Ergebnis                 | Gegner                       | Ergebnis                    | Gegner                              | Ergebnis                            | Gegner          | Ergebnis        | Gegner                             | Ergebnis                           | Gegner                   | Ergebnis        | Rang   |
| --------------------- | ------------------ | -------------------- | -------------------- | ---------------------- | -------------------- | ------------------------ | ------------------------ | ---------------------------- | --------------------------- | ----------------------------------- | ----------------------------------- | --------------- | --------------- | ---------------------------------- | ---------------------------------- | ------------------------ | --------------- | ------ |
| Frauen                |                    |                      |                      |                        |                      |                          |                          |                              |                             |                                     |                                     |                 |                 |                                    |                                    |                          |                 |        |
| Natalja Kondratjewa   | Klasse bis 48 kg   | -                    | -                    | Dayaris Mestre Álvarez | 000 - 0101 TOS       | ausgeschieden            | ausgeschieden            | ausgeschieden                | ausgeschieden               | ausgeschieden                       | ausgeschieden                       | ausgeschieden   | ausgeschieden   | ausgeschieden                      | ausgeschieden                      | ausgeschieden            | ausgeschieden   | 17     |
| Natalja Kusjutina     | Klasse bis 52 kg   | -                    | -                    | Romy Tarangul          | 000 - 0011 (GS)      | ausgeschieden            | ausgeschieden            | ausgeschieden                | ausgeschieden               | ausgeschieden                       | ausgeschieden                       | ausgeschieden   | ausgeschieden   | ausgeschieden                      | ausgeschieden                      | ausgeschieden            | ausgeschieden   | 17     |
| Irina Sabludina       | Klasse bis 57 kg   | -                    | -                    | Freilos                | Freilos              | Yurisleidy Lupetey       | 100 JG (GS) - 0001       | Marti Malloy                 | 0011 - 0012 (GS)            | ausgeschieden                       | ausgeschieden                       | ausgeschieden   | ausgeschieden   | ausgeschieden                      | ausgeschieden                      | ausgeschieden            | ausgeschieden   | 7      |
| Wera Moskaljuk        | Klasse bis 78 kg   | -                    | -                    | Freilos                | Freilos              | Kayla Harrison           | 000 - 100 JG             | ausgeschieden                | ausgeschieden               | ausgeschieden                       | ausgeschieden                       | ausgeschieden   | ausgeschieden   | ausgeschieden                      | ausgeschieden                      | ausgeschieden            | ausgeschieden   | 9      |
| Jelena Iwaschtschenko | Klasse über 78 kg  | -                    | -                    | Freilos                | Freilos              | Melissa Mojica           | 101 OUG - 000            | Idalys Ortíz                 | 0002 - 0011 P29             | ausgeschieden                       | ausgeschieden                       | ausgeschieden   | ausgeschieden   | ausgeschieden                      | ausgeschieden                      | ausgeschieden            | ausgeschieden   | 7      |
| Männer                |                    |                      |                      |                        |                      |                          |                          |                              |                             |                                     |                                     |                 |                 |                                    |                                    |                          |                 |        |
| Arsen Galstjan        | Klasse bis 60 kg   | Freilos              | Freilos              | Zazari Gourouza        | 101 - 000            | Yann Siccardi            | 100 - 000                | Choi Gwang-hyeon             | 001 - 001                   | -                                   | -                                   | Rischod Sobirow | 000 - 011       | -                                  | -                                  | Hiroaki Hiraoka          | 100 - 000       | Gold   |
| Musa Moguschkow       | Klasse bis 66 kg   | Freilos              | Freilos              | Tərlan Kərimov         | 0011 - 0021 UMG (GS) | ausgeschieden            | ausgeschieden            | ausgeschieden                | ausgeschieden               | ausgeschieden                       | ausgeschieden                       | ausgeschieden   | ausgeschieden   | ausgeschieden                      | ausgeschieden                      | ausgeschieden            | ausgeschieden   | 17     |
| Mansur Issajew        | Klasse bis 73 kg   | Freilos              | Freilos              | Kiyoshi Uematsu        | 0011 - 0002          | Rüstəm Orucov            | 1001 TNO - 000           | Saindschargalyn Njam-Otschir | 100 UNN - 0001              | -                                   | -                                   | Wang Ki-chun    | 011 P29 - 0002  | -                                  | -                                  | Riki Nakaya              | 0011 UMA - 0001 | Gold   |
| Iwan Nifontow         | Klasse bis 81 kg   | Freilos              | Freilos              | Reginald de Windt      | 100 P29 - 0004       | Joachim Bottieau         | 0101 KSK (GS) - 0001     | Antoine Valois-Fortier       | 010 HRG - 000               | -                                   | -                                   | Kim Jae-bum     | 0001 - 010 SON  | Takahiro Nakai                     | 0201 TNO - 000                     |                          |                 | Bronze |
| Kirill Denissow       | Klasse bis 90 kg   | -                    | -                    | Ivan Remarenco         | 100 TOS - 0001       | Winston Gordon           | 001 UMA - 000            | Ilias Iliadis                | 002 UWA - 000               | -                                   | -                                   | Asley González  | 0001 - 100 TOS  | Masashi Nishiyama                  | 000 (GS) - 0001                    | ausgeschieden            | ausgeschieden   | 5      |
| Tagir Chaibulajew     | Klasse bis 100 kg  | -                    | -                    | Elco van der Geest     | 100 KKE - 000        | Jauhen Bjadulin          | 0111 P29 - 0003          | Lukáš Krpálek                | 100 UKG -0011               | -                                   | -                                   | Dimitri Peters  | 0001 - 000 (GS) | -                                  | -                                  | Naidangiin Tüwschinbajar | 100 SOO - 000   | Gold   |
| Alexander Michailin   | Klasse über 100 kg | -                    | -                    | Cédric Mandembo        | 101 OEJ - 000        | Christopher Sherrington  | 0011 KSG (GS) - 0001     | Rafael Silva                 | 0001 - 0001 (GS)            | -                                   | -                                   | Andreas Tölzer  | 0011 P29 - 0002 | -                                  | -                                  | Teddy Riner              | 0003 - 0101 P29 | Silber |

### Kanu

#### Kanurennsport
| Athleten                                                            | Wettbewerb | Vorlauf      | Vorlauf | Halbfinale    | Halbfinale    | Finale        | Finale        | Rang   |
| Athleten                                                            | Wettbewerb | Zeit         | Rang    | Zeit          | Rang          | Zeit          | Rang          | Rang   |
| ------------------------------------------------------------------- | ---------- | ------------ | ------- | ------------- | ------------- | ------------- | ------------- | ------ |
| Frauen                                                              |            |              |         |               |               |               |               |        |
| Natalija Lobowa                                                     | K-1 200 m  | 42,447 s     | 3       | 41,413 s      | 1             | 45,961 s      | 6             | 6      |
| Juliana Salachowa                                                   | K-1 500 m  | 1:56,621 min | 4       | 1:57,761 min  | 7             | ausgeschieden | ausgeschieden | 19     |
| Natalija Lobowa Wera Sobetowa                                       | K-2 500 m  | 1:45,710 min | 2       | 1:44,660 min  | 6             | 1:52,277 min  | 7             | 15     |
| Julija Katschalowa Natalija Lobowa Natalja Podolskaja Wera Sobetowa | K-4 500 m  | 1:33,680 min | 4       | 1:31,824 min  | 3             | 1:33,459 min  | 7             | 7      |
| Männer                                                              |            |              |         |               |               |               |               |        |
| Jewgeni Salachow                                                    | K-1 200 m  | 35,562 s     | 4       | 36,312 s      | 4             | 36,825 s      | 5             | 5      |
| Alexander Djatschenko Juri Postrigai                                | K-2 200 m  | 32,321 s     | 1       | 32,051 s      | 1             | 33,507 s      | 1             | Gold   |
| Iwan Schtyl                                                         | C-1 200 m  | 41,378 s     | 1       | 40,346 s      | 1             | 42,853 s      | 3             | Silber |
| Pawel Nikolajew                                                     | K-1 1000 m | 3:35,466 min | 6       | ausgeschieden | ausgeschieden | ausgeschieden | ausgeschieden | 17     |
| Anton Rjachow Jewgeni Salachow                                      | K-2 1000 m | 3:21,086 min | 6       | 3:12,901 min  | 2             | 3:12,047 min  | 6             | 6      |
| Ilja Medwedew Pawel Nikolajew Oleg Schestkow Anton Wassiljew        | K-4 1000 m | 3:04,781 min | 4       | 2:54,303 min  | 4             | 2:57,375 min  | 7             | 7      |
| Ilja Schtokalow                                                     | C-1 1000 m | 4:04,109 min | 3       | 3:53,305 min  | 3             | 3:51,535 min  | 8             | 8      |
| Alexei Korowaschkow Ilja Perwuchin                                  | C-2 1000 m | 3:37,568 min | 2       | 3:36,456 min  | 1             | 3:36,414 min  | 3             | Bronze |

#### Kanuslalom

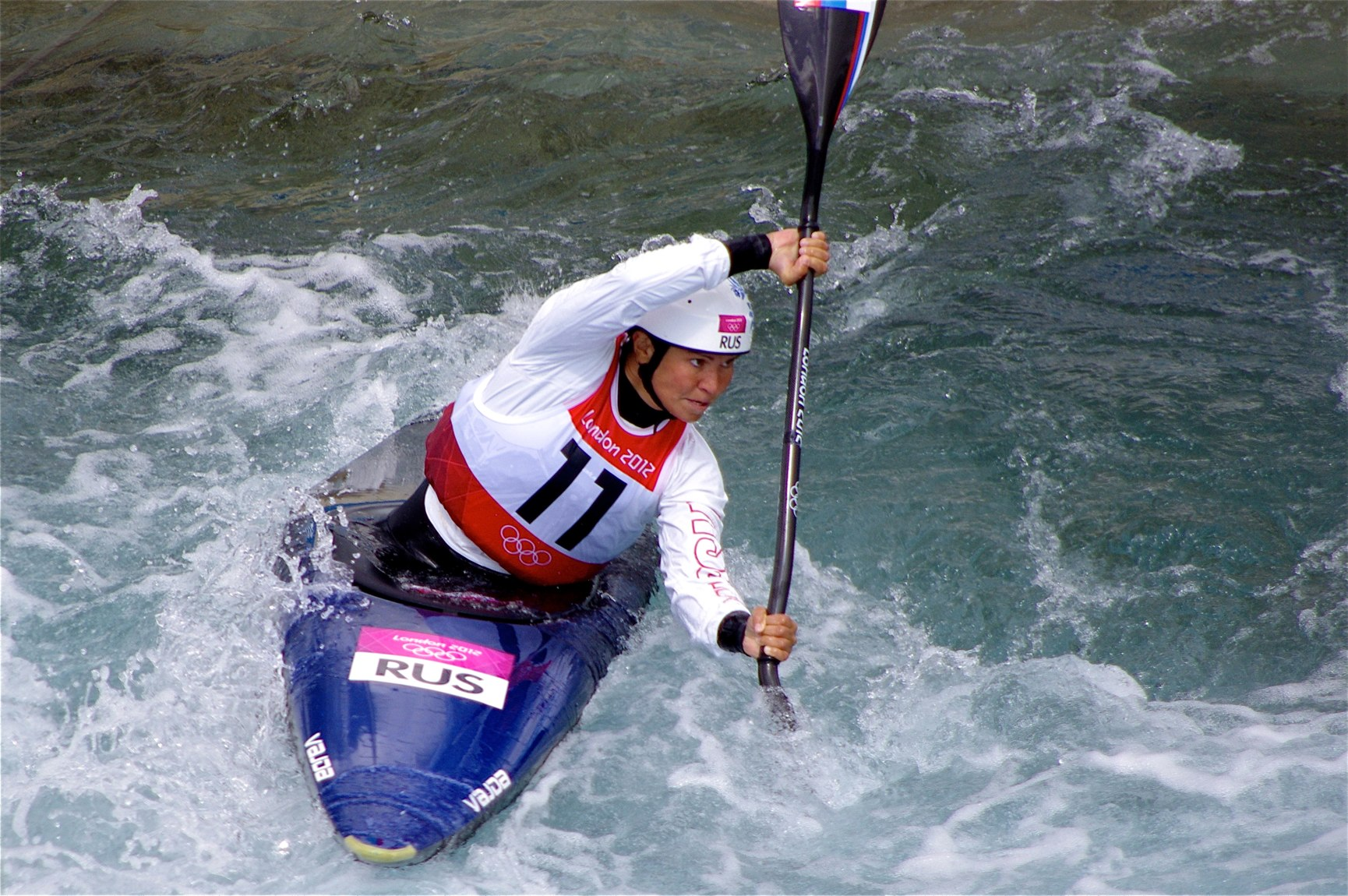
Marta Charitonowa

| Athleten                         | Wettbewerb | Vorlauf  | Vorlauf | Halbfinale    | Halbfinale    | Finale        | Finale        | Rang |
| Athleten                         | Wettbewerb | Zeit     | Rang    | Zeit          | Rang          | Zeit          | Rang          | Rang |
| -------------------------------- | ---------- | -------- | ------- | ------------- | ------------- | ------------- | ------------- | ---- |
| Frauen                           |            |          |         |               |               |               |               |      |
| Marta Charitonowa                | K-1        | 108,85 s | 13      | 111,44 s      | 6             | 120,91 s      | 9             | 9    |
| Männer                           |            |          |         |               |               |               |               |      |
| Alexander Lipatow                | C-1        | 95,51 s  | 10      | 107,49 s      | 11            | ausgeschieden | ausgeschieden | 11   |
| Michail Kusnezow Dmitri Larionow | C-2        | 112,36 s | 12      | ausgeschieden | ausgeschieden | ausgeschieden | ausgeschieden | 12   |

### Leichtathletik
Laufen und Gehen
| Athleten | Wettbewerb        | Vorlauf      | Vorlauf | Halbfinale    | Halbfinale    | Finale          | Finale          | Rang            |
| Athleten | Wettbewerb        | Zeit         | Rang    | Zeit          | Rang          | Zeit            | Rang            | Rang            |
| --- | ----------------- | ------------ | ------- | ------------- | ------------- | --------------- | --------------- | --------------- |
| Frauen |                   |              |         |               |               |                 |                 |                 |
| Olga Belkina | 100 m             | 11,38 s      | 30      | -             | -             | -               | -               | 30              |
| Alexandra Fedoriwa                                                                                                   | 200 m             | 22,61 s      | 4       | 22,65 s       | 12            | -               | -               | 12              |
| Natalja Russakowa | 200 m             | 23,40 s      | 33      | -             | -             | -               | -               | 33              |
| Jelisaweta Sawlinis                                                                                                  | 200 m             | 23,23 s      | 28      | -             | -             | -               | -               | 28              |
| Tatjana Firowa | 400 m             | -            | -       | -             | -             | -               | -               | -               |
| Julija Guschtschina                                                                                                  | 400 m             | 51,54 s      | 11      | 51,66 s       | 15            | -               | -               | 15              |
| Antonina Kriwoschapka                                                                                                | 400 m             | 50,75 s      | 2       | 49,81 s       | 1             | 50,17 s         | 6               | 6               |
| Jelena Arschakowa | 800 m             | 2:08,39 min  | 26      | 1:58,13 min   | 2             | 1:59,21 min     | 6               | 6               |
| Jekaterina Poistogowa                                                                                                | 800 m             | 2:01,08 min  | 6       | 1:59,45 min   | 10            | 1:57,53 min     | 3               | Silber          |
| Marija Sawinowa | 800 m             | 2:01,56 min  | 10      | 1:58,57 min   | 5             | 1:56,19 min     | 1               | DSQ (Doping)    |
| Jekaterina Kostezkaja                                                                                                | 1500 m            | 4:06,94 min  | 11      | 4:05,32 min   | 12            | 4:12,90 min     | 9               | 9               |
| Jekaterina Martynowa                                                                                                 | 1500 m            | 4:13,86 min  | 33      | -             | -             | -               | -               | 33              |
| Tatjana Tomaschowa                                                                                                   | 1500 m            | 4:05,10 min  | 2       | 4:02,10 min   | 3             | 4:10:90 min     | 4               | 4               |
| Olga Golowkina | 5000 m            | 15:05,26 min | 11      | –             | –             | 15:17,88 min    | 9               | 9               |
| Jelena Nagowizyna | 5000 m            | 15:02,80 min | 9       | –             | –             | 15:21,38 min    | 13              | 13              |
| Jelisaweta Gretschischnikowa                                                                                         | 10.000 m          |              |         | –             | –             | 32:11,32 min    | 19              | 19              |
| Albina Majorowa | Marathon          | –            | –       | –             | –             | 2:25:38 h       | 9               | 9               |
| Tatjana Petrowa | Marathon          | –            | –       | –             | –             | 2:23:29 h       | 3               | Bronze          |
| Lilija Schobuchowa                                                                                                   | Marathon          | –            | –       | –             | –             | DNF             | -               | -               |
| Tatjana Dektjarjowa                                                                                                  | 100 m Hürden      | 12,87 s      | 10      | 12,75 s       | 8             | -               | -               | 8               |
| Jekaterina Galizkaja                                                                                                 | 100 m Hürden      | 12,89 s      | 11      | 12,90 s       | 14            | -               | -               | 14              |
| Julija Kondakowa | 100 m Hürden      | 13,10 s      | 21      | 13,13 s       | 19            | -               | -               | 19              |
| Natalja Antjuch | 400 m Hürden      | 53,90 s      | 1       | 53,33 s       | 1             | 52,70 s         | 1               | DSQ (Doping)    |
| Jelena Tschurakowa                                                                                                   | 400 m Hürden      | 55,26 s      | 13      | 55,70 s       | 13            | -               | -               | 13              |
| Irina Dawydowa | 400 m Hürden      | 55,55 s      | 17      | 55,86 s       | 16            | -               | -               | 16              |
| Gulnara Galkina | 3000 m Hindernis  | 9:28,76 min  | 12      | –             | –             | DNF             | -               | -               |
| Jelena Orlowa | 3000 m Hindernis  | 9:33,14 min  | 18      | –             | –             | -               | -               | 18              |
| Julija Saripowa | 3000 m Hindernis  | 9:25,68 min  | 5       | –             | –             | 9:06,72 min     | 1               | DSQ (Doping)    |
| Olga Belkina Alexandra Fedoriwa Natalja Russakowa Jelisaweta Sawlinis                                                | 4 × 100-m-Staffel | 43,24 s      | 12      | –             | –             | -               | -               | 12              |
| Tatjana Firowa Julija Guschtschina Anastassija Kapatschinskaja Antonina Kriwoschapka Natalja Nasarowa Xenija Wdowina | 4 × 400-m-Staffel | 3:23,11 min  | 2       | –             | –             | 3:20,23 min     | 2               | Silber          |
| Olga Kaniskina | 20 km Gehen       | –            | –       | –             | –             | 1:25:09 h       | 2               | DSQ (Doping)    |
| Anissja Kirdjapkina                                                                                                  | 20 km Gehen       | –            | –       | –             | –             | 1:26:26 h       | 5               | 5               |
| Jelena Laschmanowa                                                                                                   | 20 km Gehen       | –            | –       | –             | –             | 1:25:02 h       | 1               | DSQ (Doping)    |
| Männer |                   |              |         |               |               |                 |                 |                 |
| Maxim Dyldin | 400 m             | 45,52 s      | 19      | 46,39 s       | 17            | ausgeschieden   | ausgeschieden   | 17              |
| Pawel Trenichin | 400 m             | 45,00 s      | 4       | 45,35 s       | 16            | ausgeschieden   | ausgeschieden   | 16              |
| Juri Borsakowski | 800 m             | 1:46,29 min  | 13      | 1:45,09 min   | 10            | ausgeschieden   | ausgeschieden   | 10              |
| Iwan Tuchtatschow | 800 m             | 1:49,77 min  | 44      | ausgeschieden | ausgeschieden | ausgeschieden   | ausgeschieden   | 44              |
| Jegor Nikolajew | 1500 m            | 3:38,92 min  | 11      | 3:37,28 min   | 10            | ausgeschieden   | ausgeschieden   | ausgeschieden   |
| Grigori Andrejew | Marathon          | –            | –       | –             | –             | 2:18:20 h       | 37              | 37              |
| Alexei Reunkow | Marathon          | –            | –       | –             | –             | 2:13:49 h       | 14              | 14              |
| Dmitri Safronow | Marathon          | –            | –       | –             | –             | 2:16:04 h       | 23              | 23              |
| Alexei Drjomin | 110 m Hürden      | 13,75 s      | 33      | ausgeschieden | ausgeschieden | ausgeschieden   | ausgeschieden   | 33              |
| Konstantin Schabanow                                                                                                 | 110 m Hürden      | 13,63 s      | 27      | 13,65 s       | 21            | ausgeschieden   | ausgeschieden   | 21              |
| Sergei Schubenkow | 110 m Hürden      | 13,26 s      | 3       | 13,41 s       | 12            | ausgeschieden   | ausgeschieden   | 12              |
| Wjatcheslaw Sakajew                                                                                                  | 400 m Hürden      | 50,36 s      | 37      | ausgeschieden | ausgeschieden | ausgeschieden   | ausgeschieden   | 37              |
| Nikolai Tschawkin | 3000 m Hindernis  | 8:29,72 min  | 22      | –             | –             | ausgeschieden   | ausgeschieden   | 22              |
| Denis Alexejew Maxim Dyldin Wladimir Krasnow Pawel Trenichin                                                         | 4 × 400-m-Staffel | 3:02,01 min  | 7       | –             | –             | 3:00,09 min     | 5               | 5               |
| Waleri Bortschin | 20 km Gehen       | –            | –       | –             | –             | DNF             | -               | -               |
| Wladimir Kanaikin | 20 km Gehen       | –            | –       | –             | –             | disqualifiziert | disqualifiziert | disqualifiziert |
| Andrei Kriwow | 20 km Gehen       | –            | –       | –             | –             | 1:24:17 h       | 37              | 37              |
| Sergei Bakulin | 50 km Gehen       | –            | –       | –             | –             | 3:38:55 h       | 6               | 6               |
| Igor Jerochin | 50 km Gehen       | –            | –       | –             | –             | 3:37:54 h       | 5               | 5               |
| Sergei Kirdjapkin | 50 km Gehen       | –            | –       | –             | –             | 3:35:59 h       | 1               | DSQ (Doping)    |

Springen und Werfen
| Athleten                  | Wettbewerb     | Qualifikation         | Qualifikation         | Finale                | Finale                | Rang                  |
| Athleten                  | Wettbewerb     | Weite/Höhe            | Rang                  | Weite/Höhe            | Rang                  | Rang                  |
| ------------------------- | -------------- | --------------------- | --------------------- | --------------------- | --------------------- | --------------------- |
| Frauen                    |                |                       |                       |                       |                       |                       |
| Ljudmila Koltschanowa     | Weitsprung     | 6,57 m                | 8                     | 6,76 m                | 6                     | 6                     |
| Anna Nasarowa             | Weitsprung     | 6,62 m                | 7                     | 6,77 m                | 5                     | 5                     |
| Jelena Sokolowa           | Weitsprung     | 6,71 m                | 4                     | 7,07 m                | 2                     | Silber                |
| Tatjana Lebedewa          | Dreisprung     | 14,30 m               | 8                     | 14,11 m               | 10                    | 10                    |
| Veronika Mosina           | Dreisprung     | 13,96 m               | 17                    | ausgeschieden         | ausgeschieden         | 17                    |
| Wiktorija Gurowa          | Dreisprung     | 14,19 m               | 11                    | 14,24 m               | 8                     | 8                     |
| Anna Tschitscherowa       | Hochsprung     | 1,93 m                | 2                     | 2,05 m                | 1                     | Gold                  |
| Irina Gordejewa           | Hochsprung     | 1,93 m                | 10                    | 1,93 m                | 10                    | 10                    |
| Swetlana Schkolina        | Hochsprung     | 1,93 m                | 2                     | 2,03 m                | 3                     | DSQ (Doping)          |
| Swetlana Feofanowa        | Stabhochsprung | kein gültiger Versuch | kein gültiger Versuch | kein gültiger Versuch | kein gültiger Versuch | kein gültiger Versuch |
| Jelena Issinbajewa        | Stabhochsprung | 4,55 m                | 1                     | 4,70 m                | 3                     | Bronze                |
| Anastassija Sawtschenko   | Stabhochsprung | 4,25 m                | 26                    | ausgeschieden         | ausgeschieden         | 26                    |
| Wera Karmischina-Ganejewa | Diskuswurf     | 59,90 m               | 23                    | ausgeschieden         | ausgeschieden         | 23                    |
| Darja Pischtschalnikowa   | Diskuswurf     | 65,02 m               | 4                     | 67,56 m               | 2                     | DSQ (Doping)          |
| Swetlana Saikina          | Diskuswurf     | 60,67 m               | 17                    | ausgeschieden         | ausgeschieden         | 17                    |
| Marija Bespalowa          | Hammerwurf     | 73,56 m               | 7                     | 71,13 m               | 11                    | 11                    |
| Gulfija Chanafejewa       | Hammerwurf     | 69,43 m               | 16                    | ausgeschieden         | ausgeschieden         | 16                    |
| Tatjana Lyssenko          | Hammerwurf     | 74,43 m               | 4                     | 78,18 m               | 1                     | DSQ (Doping)          |
| Marija Abakumowa          | Speerwurf      | 63,25 m               | 7                     | 59,34 m               | 10                    | 10                    |
| Anna Awdejewa             | Kugelstoßen    | 17,47 m               | 24                    | ausgeschieden         | ausgeschieden         | 24                    |
| Jewgenija Kolodko         | Kugelstoßen    | 19,31 m               | 2                     | 20,48 m               | 2                     | DSQ (Doping)          |
| Irina Tarassowa           | Kugelstoßen    | 18,76 m               | 6                     | 19,00 m               | 8                     | 8                     |
| Männer                    |                |                       |                       |                       |                       |                       |
| Alexander Menkow          | Weitsprung     | 8,09 m                | 3                     | 7,78 m                | 11                    | 11                    |
| Sergei Morgunow           | Weitsprung     | 7,87 m                | 16                    | ausgeschieden         | ausgeschieden         | 16                    |
| Alexander Petrow          | Weitsprung     | 7,89 m                | 15                    | ausgeschieden         | ausgeschieden         | 15                    |
| Ljukman Adams             | Dreisprung     | 16,88 m               | 6                     | 16,78 m               | 9                     | 9                     |
| Alexander Schustow        | Hochsprung     | 2,26 m                | 15                    | ausgeschieden         | ausgeschieden         | 15                    |
| Andrei Silnow             | Hochsprung     | 2,26 m                | 8                     | 2,25 m                | 12                    | 12                    |
| Iwan Uchow                | Hochsprung     | 2,29 m                | 2                     | 2,38 m                | 1                     | DSQ (Doping)          |
| Sergei Kutscherjanu       | Stabhochsprung | 5,50 m                | 16                    | ausgeschieden         | ausgeschieden         | 16                    |
| Jewgeni Lukjanenko        | Stabhochsprung | 5,60 m                | 4                     | 5,75 m                | 5                     | 5                     |
| Dmitri Starodubzew        | Stabhochsprung | 5,60 m                | 7                     | 5,75 m                | 4                     | 4                     |
| Bogdan Pischtschalnikow   | Diskuswurf     | 63,15 m               | 15                    | ausgeschieden         | ausgeschieden         | 15                    |
| Kirill Ikonnikow          | Hammerwurf     | 76,85 m               | 6                     | 77,86 m               | 5                     | 5                     |
| Igor Winitschenko         | Hammerwurf     | nicht angetreten      | nicht angetreten      | nicht angetreten      | nicht angetreten      | nicht angetreten      |
| Alexei Sagorny            | Hammerwurf     | 72,52 m               | 23                    | ausgeschieden         | ausgeschieden         | 23                    |
| Ilja Korotkow             | Speerwurf      | 75,68 m               | 33                    | ausgeschieden         | ausgeschieden         | 33                    |
| Iwan Juschkow             | Kugelstoßen    | nicht angetreten      | nicht angetreten      | nicht angetreten      | nicht angetreten      | nicht angetreten      |
| Maxim Sidorow             | Kugelstoßen    | 20,40 m               | 10                    | 20,41 m               | 11                    | 11                    |
| Soslan Zirichow           | Kugelstoßen    | 20,17 m               | 13                    | ausgeschieden         | ausgeschieden         | 13                    |

Mehrkampf
| Athletinnen        | 100 m Hürden | 100 m Hürden | Hochsprung | Hochsprung | Kugelstoßen | Kugelstoßen | 200 m   | 200 m  | Weitsprung | Weitsprung | Speerwurf | Speerwurf | 800 m       | 800 m  | Punkte | Rang         |
| Athletinnen        | Zeit         | Punkte       | Höhe       | Punkte     | Weite       | Punkte      | Zeit    | Punkte | Weite      | Punkte     | Weite     | Punkte    | Zeit        | Punkte | Punkte | Rang         |
| ------------------ | ------------ | ------------ | ---------- | ---------- | ----------- | ----------- | ------- | ------ | ---------- | ---------- | --------- | --------- | ----------- | ------ | ------ | ------------ |
| Siebenkampf Frauen |              |              |            |            |             |             |         |        |            |            |           |           |             |        |        |              |
| Tatjana Tschernowa | 13,48 s      | 1053         |            |            | 14,17 m     | 805         | 23,67 s | 1013   | 6,54 m     | 1020       | 46,29 m   | 788       | 2:09,56 min | 971    | 6628   | DSQ (Doping) |
| Olga Kurban        | 13,56 s      | 1041         |            |            | 13,71 m     | 775         | 23,88 s | 992    | 5,83 m     | 798        | 40,36 m   | 674       | 2:19,82 min | 826    | 6084   | 20           |
| Kristina Sawizkaja | 13,37 s      | 1069         |            |            | 14,77 m     | 845         | 24,46 s | 937    | 6,21 m     | 915        | 43,70 m   | 738       | 2:12,27 min | 932    | 6452   | 8            |

| Athleten         | 100 m   | 100 m  | Weitsprung | Weitsprung | Kugelstoßen | Kugelstoßen | Hochsprung | Hochsprung | 400 m   | 400 m  | 110 m Hürden | 110 m Hürden | Diskuswurf | Diskuswurf | Stabhochsprung | Stabhochsprung | Speerwurf | Speerwurf | 1500 m      | 1500 m | Punkte | Rang |
| Athleten         | Zeit    | Punkte | Weite      | Punkte     | Weite       | Punkte      | Höhe       | Punkte     | Zeit    | Punkte | Zeit         | Punkte       | Weite      | Punkte     | Höhe           | Punkte         | Weite     | Punkte    | Zeit        | Punkte | Punkte | Rang |
| ---------------- | ------- | ------ | ---------- | ---------- | ----------- | ----------- | ---------- | ---------- | ------- | ------ | ------------ | ------------ | ---------- | ---------- | -------------- | -------------- | --------- | --------- | ----------- | ------ | ------ | ---- |
| Zehnkampf Männer |         |        |            |            |             |             |            |            |         |        |              |              |            |            |                |                |           |           |             |        |        |      |
| Ilja Schkurenjow | 11,01 s | 858    | 7,25 m     | 874        | 12,89 m     | 661         | 2,02 m     | 822        | 49,81 s | 823    | 14,39 s      | 925          | 43,51 m    | 736        | 5,10 m         | 941            | 53,81 m   | 645       | 4:42,80 min | 663    | 7948   | 16   |
| Sergei Swiridow  | 10,78 s | 910    | 7,45 m     | 922        | 14,42 m     | 754         | 1,99       | 794        | 48,91 s | 866    | 15,42 s      | 799          | 47,43 m    | 817        | 4,60 m         | 790            | 68,42 m   | 865       | 4:36,63 min | 702    | 8219   | 8    |

### Moderner Fünfkampf
| Athleten                    | Fechten | Fechten | Schwimmen   | Schwimmen | Reiten  | Reiten | Combined     | Combined | Punkte | Rang |
| Athleten                    | Bilanz  | Punkte  | Zeit        | Punkte    | Zeit    | Punkte | Zeit         | Punkte   | Punkte | Rang |
| --------------------------- | ------- | ------- | ----------- | --------- | ------- | ------ | ------------ | -------- | ------ | ---- |
| Frauen                      |         |         |             |           |         |        |              |          |        |      |
| Jekaterina Churaskina       | 18 - 17 | 832     | 2:29,07 min | 1012      | 68,81 s | 1160   | +53,04 s     | 2124     | 5128   | 17   |
| Jewdokija Gretschischnikowa | 22 - 13 | 928     | 2:26,75 min | 1040      | DNF     | 0      | +1:53,87 min | 1884     | 3852   | 35   |
| Männer                      |         |         |             |           |         |        |              |          |        |      |
| Alexander Lessun            | 25 - 10 | 1000    | 2:04,29 min | 1312      | 77,61 s | 1112   | +48,91 s     | 2340     | 5764   | 4    |
| Andrei Moissejew            | 22 - 13 | 928     | 2:02,71 min | 1328      | 70,65 s | 1140   | +48,36 s     | 2340     | 5736   | 7    |

### Radsport

#### Bahn
| Athleten                                                   | Wettbewerb            | Qualifikation | Qualifikation | Finals        | Finals        | Rang |
| Athleten                                                   | Wettbewerb            | Zeit          | Rang          | Zeit          | Rang          | Rang |
| ---------------------------------------------------------- | --------------------- | ------------- | ------------- | ------------- | ------------- | ---- |
| Frauen                                                     |                       |               |               |               |               |      |
| Jekaterina Gnidenko                                        | Keirin                | -             | 2             | -             | 4             | 8    |
| Männer                                                     |                       |               |               |               |               |      |
| Denis Dmitrijew                                            | Sprint                | 10.088        | 5             | -             | -             | 5    |
| Sergei Borissow                                            | Keirin                | -             | 5             | ausgeschieden | ausgeschieden | 15   |
| Sergei Borissow Denis Dmitrijew Sergei Kutscherow          | Teamsprint            | 43,681        | 4             | 43,909        | 7             | 7    |
| Artur Jerschow Iwan Kowaljow Alexei Markow Alexander Serow | Mannschaftsverfolgung | 3:59.264      | 5             | 3:58.282      | 4             | 4    |

Mehrkampf
| Omnium Frauen       |          |    |    |   |   |              |    |    |          |    |    |    |
| Jewgenija Romanjuta | 14,909 s | 15 | 24 | 6 | 4 | 3:42,301 min | 10 | 10 | 37,308 s | 16 | 61 | 10 |

#### Straße
| Athleten             | Wettbewerb       | Zeit         | Rang   |
| -------------------- | ---------------- | ------------ | ------ |
| Frauen               |                  |              |        |
| Tatjana Antoschina   | Straßenrennen    | 3:35:56 h    | 25     |
| Larissa Pankowa      | Straßenrennen    | 3:37:22 h    | 38     |
| Olga Sabelinskaja    | Straßenrennen    | 3:35:31 h    | Bronze |
| Tatjana Antoschina   | Einzelzeitfahren | 40:12,49 min | 12     |
| Olga Sabelinskaja    | Einzelzeitfahren | 37:57,35 min | Bronze |
| Männer               |                  |              |        |
| Wladimir Issaitschew | Straßenrennen    | 5:46:37 h    | 52     |
| Alexander Kolobnew   | Straßenrennen    | 5:46:05 h    | 24     |
| Denis Menschow       | Straßenrennen    | 5:46:51 h    | 98     |
| Denis Menschow       | Einzelzeitfahren | 54:59,26 min | 20     |

#### Mountainbike
| Athleten           | Wettbewerb    | Zeit      | Rang |
| ------------------ | ------------- | --------- | ---- |
| Frauen             |               |           |      |
| Irina Kalentjewa   | Cross-Country | 1:32:33 h | 4    |
| Männer             |               |           |      |
| Jewgeni Petschenin | Cross-Country | 1:41:40 h | 37   |

### Reiten
| Athleten          | Wettbewerb | Fehlerpunkte | Rang |
| ----------------- | ---------- | ------------ | ---- |
| Springen          |            |              |      |
| Wladimir Tuganow  | Einzel     | 10           | 65   |
| Athleten          | Wettbewerb | Strafpunkte  | Rang |
| Vielseitigkeit    |            |              |      |
| Andrei Korschunow | Einzel     | 165          | 53   |
| Michail Nastenko  | Einzel     | 113.80       | 47   |

### Ringen
| Athleten                         | Wettbewerb        | 1. Runde                | 1. Runde | Achtelfinale           | Achtelfinale  | Viertelfinale                  | Viertelfinale | Halbfinale             | Halbfinale    | Hoffnungsrunde Viertelfinale | Hoffnungsrunde Viertelfinale | Hoffnungsrunde Halbfinale | Hoffnungsrunde Halbfinale | Hoffnungsrunde Finale | Hoffnungsrunde Finale | Finale                      | Finale        | Rang   |
| Athleten                         | Wettbewerb        | Gegner                  | Ergebnis | Gegner                 | Ergebnis      | Gegner                         | Ergebnis      | Gegner                 | Ergebnis      | Gegner                       | Ergebnis                     | Gegner                    | Ergebnis                  | Gegner                | Ergebnis              | Gegner                      | Ergebnis      | Rang   |
| -------------------------------- | ----------------- | ----------------------- | -------- | ---------------------- | ------------- | ------------------------------ | ------------- | ---------------------- | ------------- | ---------------------------- | ---------------------------- | ------------------------- | ------------------------- | --------------------- | --------------------- | --------------------------- | ------------- | ------ |
| Freistil Frauen                  |                   |                         |          |                        |               |                                |               |                        |               |                              |                              |                           |                           |                       |                       |                             |               |        |
| Walerija Scholobowa              | Klasse bis 55 kg  | Marcia Andrades Mendoza | 3:0      | Joice Souza da Silva   | 3:1           | Sofia Mattsson                 | 3:1           | Saori Yoshida          | 0:3           | –                            | –                            | –                         | –                         | Julija Ratkewitsch    | 1:3                   | ausgeschieden               | ausgeschieden | 5      |
| Ljubow Wolossowa                 | Klasse bis 63 kg  | Maria Dunn              | 5:0      | Katerina Vidiaux Lopez | 3:1           | Julija Ostaptschuk             | 3:1           | Jing Ruixue            | 1:3           | –                            | –                            | –                         | –                         | Monika Michalik       | 3:1                   | ausgeschieden               | ausgeschieden | Bronze |
| Natalja Worobjowa                | Klasse bis 72 kg  | Freilos                 | Freilos  | Kateryna Burmistrowa   | 3:0           | Güsel Manjurowa                | 5:0           | Wang Jiao              | 5:0           | –                            | –                            | –                         | –                         | –                     | –                     | Stanka Hristova             | 5:0           | Gold   |
| griechisch-römischer Stil Männer |                   |                         |          |                        |               |                                |               |                        |               |                              |                              |                           |                           |                       |                       |                             |               |        |
| Mingijan Semjonow                | Klasse bis 55 kg  | Rövşən Bayramov         | 0 PO - 3 | -                      | -             | -                              | -             | -                      | -             | Spenser Mango                | 3 - 0 PO                     | Li Shujin                 | 3 - 0 PO                  | Choi Gyu-jin          | 3 - 1 PP              | -                           | -             | Bronze |
| Saur Kuramagomedow               | Klasse bis 60 kg  | Freilos                 | Freilos  | Tarek Benaissa         | 3 - 0 PO      | Rewas Laschchi                 | 0 PO - 3      | -                      | -             | -                            | -                            | Sayed Hamed               | 3 PP - 1                  | Həsən Əliyev          | 3 - 0 PO              | -                           | -             | Bronze |
| Roman Wlassow                    | Klasse bis 74 kg  | Freilos                 | Freilos  | Mark Madsen            | 1 - 3 PP      | Christophe Guénot              | 3 - 1 PP      | Aleksandr Kazakevič    | 3 PO - 0      | -                            | -                            | -                         | -                         | -                     | -                     | Arsen Dschulfalakjan        | 3 - 0 PO      | Gold   |
| Alan Chugajew                    | Klasse bis 84 kg  | Freilos                 | Freilos  | Alim Selimau           | 3 - 0 PO      | Danijal Gadschijew             | 3 - 0 PO      | Wladimer Gegeschidse   | 3 PP - 1      | -                            | -                            | -                         | -                         | -                     | -                     | Karam Ebrahim               | 3 - 0 PO      | Gold   |
| Rustam Totrow                    | Klasse bis 96 kg  | Freilos                 | Freilos  | Shalva Gadabadze       | 3 - 1 PP      | Jimmy Lidberg                  | 3 - 0 PO      | Zimafej Dsejnitschenka | 3 - 0 PO      | -                            | -                            | -                         | -                         | -                     | -                     | Ghasem Rezaei               | 0 - 3 PO      | Silber |
| Chassan Barojew                  | Klasse bis 120 kg | Juri Patrikejew         | 1 - 3 PP | ausgeschieden          | ausgeschieden | ausgeschieden                  | ausgeschieden | ausgeschieden          | ausgeschieden | ausgeschieden                | ausgeschieden                | ausgeschieden             | ausgeschieden             | ausgeschieden         | ausgeschieden         | ausgeschieden               | ausgeschieden | 14     |
| Freistil Männer                  |                   |                         |          |                        |               |                                |               |                        |               |                              |                              |                           |                           |                       |                       |                             |               |        |
| Dschamal Otarsultanow            | Klasse bis 55 kg  | Freilos                 | Freilos  | Sem Shilimela          | 3 - 0 PO      | Yang Kyong-ila                 | 3 - 1 PP      | Daulet Nijasbekow      | 3 - 1 PP      | -                            | -                            | -                         | -                         | -                     | -                     | Wladimer Chintschegaschwili | 3 - 1 PP      | Gold   |
| Bessik Kuduchow                  | Klasse bis 60 kg  | Franklin Gómez          | 3 - 1 PP | Yogeshwar Dutt         | 3 - 0 PO      | Masoud Esmaeilpour             | 3 - 1 PP      | Ri Jong-myong          | 3 - 0 PO      | -                            | -                            | -                         | -                         | -                     | -                     | Toğrul Əsgərov              | 1 - 3 PP      | Silber |
| Alan Gogajew                     | Klasse bis 66 kg  | Selimchon Jussufow      | 0 - 3 PO | ausgeschieden          | ausgeschieden | ausgeschieden                  | ausgeschieden | ausgeschieden          | ausgeschieden | ausgeschieden                | ausgeschieden                | ausgeschieden             | ausgeschieden             | ausgeschieden         | ausgeschieden         | ausgeschieden               | ausgeschieden | 16     |
| Denis Zargusch                   | Klasse bis 74 kg  | Freilos                 | Freilos  | Əşrəf Əliyev           | 3 - 1 PP      | Dawit Chuzischwili             | 3 - 0 PO      | Jordan Burroughs       | 1 - 3 PP      | -                            | -                            | -                         | -                         | Matt Gentry           | 3 - 0 PO              | ausgeschieden               | ausgeschieden | Bronze |
| Ansor Urischew                   | Klasse bis 84 kg  | Freilos                 | Freilos  | Ibrahim Aldatow        | 3 - 1 PP      | Ehsan Lashgari                 | 1 - 3 PP      | ausgeschieden          | ausgeschieden | ausgeschieden                | ausgeschieden                | ausgeschieden             | ausgeschieden             | ausgeschieden         | ausgeschieden         | ausgeschieden               | ausgeschieden | 8      |
| Abdussalam Gadissow              | Klasse bis 96 kg  | Taimuras Tigijew        | 3 - 1 PP | Reza Yazdani           | 1 - 3 PP      | ausgeschieden                  | ausgeschieden | ausgeschieden          | ausgeschieden | ausgeschieden                | ausgeschieden                | ausgeschieden             | ausgeschieden             | ausgeschieden         | ausgeschieden         | ausgeschieden               | ausgeschieden | 9      |
| Biljal Machow                    | Klasse bis 120 kg | Camaləddin Məhəmmədov   | 3 - 0 PO | Taha Akgül             | 3 - 0 PO      | Dschargalsaichany Tschuluunbat | 3 - 1 PP      | Dawit Modsmanaschwili  | 1 - 3 PP      | -                            | -                            | -                         | -                         | Daulet Shabanbay      | 3 - 1 PP              | ausgeschieden               | ausgeschieden | Gold * |

### Rudern
| Athleten                                                             | Wettbewerb   | Vorlauf     | Vorlauf | Hoffnungslauf | Hoffnungslauf | Viertelfinale | Viertelfinale | Halbfinale  | Halbfinale | Finale      | Finale | Rang |
| Athleten                                                             | Wettbewerb   | Zeit        | Rang    | Zeit          | Rang          | Zeit          | Rang          | Zeit        | Rang       | Zeit        | Rang   | Rang |
| -------------------------------------------------------------------- | ------------ | ----------- | ------- | ------------- | ------------- | ------------- | ------------- | ----------- | ---------- | ----------- | ------ | ---- |
| Frauen                                                               |              |             |         |               |               |               |               |             |            |             |        |      |
| Julija Lewina                                                        | Einer        | 7:32,06 min | 2       | –             | –             | 7:41,28 min   | 2             | 7:48,95 min | 4          | 7:49,22 min | 9      | 9    |
| Männer                                                               |              |             |         |               |               |               |               |             |            |             |        |      |
| Sergei Fedorowzew Nikita Morgatschow Wladislaw Rjabzew Alexei Swirin | Doppelvierer | 5:42,26 min | 1       | –             | –             | –             | –             | 6:13,61 min | 5          | 5:59,17 min | 8      | 8    |

### Schießen
| Athleten             | Wettbewerb                           | Qualifikation | Qualifikation | Finale | Finale | Ringe | Rang   |
| Athleten             | Wettbewerb                           | Ringe         | Rang          | Ringe  | Rang   | Ringe | Rang   |
| -------------------- | ------------------------------------ | ------------- | ------------- | ------ | ------ | ----- | ------ |
| Frauen               |                                      |               |               |        |        |       |        |
| Natalja Paderina     | Luftpistole 10 m                     | 375           | 37            | –      | –      | 375   | 37     |
| Darja Wdowina        | Luftpistole 10 m                     | 398           | 3             | 100,5  | 8      | 498,5 | 8      |
| Ljubow Jaskewitsch   | Luftpistole 10 m                     | 396           | 10            | –      | –      | 396   | 10     |
| Anna Mastjanina      | Sportpistole 25 m                    | 578           | 24            | –      | –      | 578   | 24     |
| Kira Mosgalowa       | Sportpistole 25 m                    | 585           | 4             | 201,9  | 5      | 786,9 | 5      |
| Ljubow Galkina       | Luftgewehr 10 m                      | 396           | 10            | –      | –      | 396   | 10     |
| Darja Wdowina        | Luftgewehr 10 m                      | 398           | 3             | 100,5  | 8      | 498,5 | 8      |
| Ljubow Galkina       | Kleinkaliber Dreistellungskampf 50 m | 577           | 28            | –      | –      | 577   | 28     |
| Darja Wdowina        | Kleinkaliber Dreistellungskampf 50 m | 585           | 3             | 95,8   | 7      | 680,8 | 7      |
| Jelena Tkatsch       | Trap                                 | 70            | 8             | –      | –      | 70    | 8      |
| Marina Belikowa      | Skeet                                | 69            | 3             | 21     | 4      | 90    | 4      |
| Männer               |                                      |               |               |        |        |       |        |
| Leonid Jekimow       | Luftpistole 10 m                     | 582           | 10            | –      | –      | 582   | 10     |
| Denis Kulakow        | Luftpistole 10 m                     | 575           | 26            | –      | –      | 575   | 26     |
| Leonid Jekimow       | Freie Pistole 50 m                   | 560           | 7             | 92,0   | 8      | 652,0 | 8      |
| Wladimir Issakow     | Freie Pistole 50 m                   | 559           | 10            | –      | –      | 559   | 10     |
| Leonid Jekimow       | Schnellfeuerpistole 25 m             | 582           | 8             | –      | –      | 582   | 8      |
| Alexei Klimow        | Schnellfeuerpistole 25 m             | 592           | 1             | 23     | 4      | –     | 4      |
| Alexei Kamenski      | Luftgewehr 10 m                      | 594           | 15            | –      | –      | 594   | 15     |
| Alexander Sokolow    | Luftgewehr 10 m                      | 593           | 20            | –      | –      | 593   | 20     |
| Artjom Chadschibekow | Kleinkaliber Dreistellungskampf 50 m | 1165          | 16            | –      | –      | 1165  | 16     |
| Denis Sokolow        | Kleinkaliber Dreistellungskampf 50 m | 1164          | 17            | –      | –      | 1164  | 17     |
| Artjom Chadschibekow | Kleinkaliber liegend 50 m            | 595           | 12            | –      | –      | 595   | 12     |
| Sergei Kowalenko     | Kleinkaliber liegend 50 m            | 593           | 19            | –      | –      | 593   | 19     |
| Alexei Alipow        | Trap                                 | 120           | 13            | –      | –      | 120   | 13     |
| Maxim Kossarew       | Trap                                 | 121           | 9             | –      | –      | 121   | 9      |
| Witali Fokejew       | Doppeltrap                           | 139           | 4             | 45     | 5      | 184   | 5      |
| Wassili Mossin       | Doppeltrap                           | 140           | 2             | 45     | 2      | 185   | Bronze |
| Waleri Schomin       | Skeet                                | 121           | 3             | 23     | 4      | 144   | 4      |

### Schwimmen
| Athleten | Wettbewerb                 | Vorlauf     | Vorlauf | Halbfinale    | Halbfinale    | Finale        | Finale        | Rang   |
| Athleten | Wettbewerb                 | Zeit        | Rang    | Zeit          | Rang          | Zeit          | Rang          | Rang   |
| --- | -------------------------- | ----------- | ------- | ------------- | ------------- | ------------- | ------------- | ------ |
| Frauen |                            |             |         |               |               |               |               |        |
| Weronika Popowa                                                                                                 | 100 m Freistil             | 54,66 s     | 17      | ausgeschieden | ausgeschieden | ausgeschieden | ausgeschieden | 17     |
| Weronika Popowa                                                                                                 | 200 m Freistil             | 1:57,79 min | 4       | 1:56,84 min   | 5             | 1:57,25 min   | 6             | 6      |
| Jelena Sokolowa                                                                                                 | 400 m Freistil             | 4:12,19 min | 25      | –             | –             | ausgeschieden | ausgeschieden | 25     |
| Jelena Sokolowa                                                                                                 | 800 m Freistil             | 8:42,73 min | 26      | –             | –             | ausgeschieden | ausgeschieden | 26     |
| Irina Bespalowa                                                                                                 | 100 m Schmetterling        | 58,79 s     | 19      | ausgeschieden | ausgeschieden | ausgeschieden | ausgeschieden | 19     |
| Darja Dejewa | 100 m Brust                | 1:08,44 min | 23      | ausgeschieden | ausgeschieden | ausgeschieden | ausgeschieden | 23     |
| Julija Jefimowa                                                                                                 | 100 m Brust                | 1:06,51 min | 3       | 1:06,57 min   | 3             | 1:06,98 min   | 7             | 7      |
| Anastassija Tschaun                                                                                             | 200 m Brust                | 2:25,39 min | 5       | 2:26,08 min   | 12            | ausgeschieden | ausgeschieden | 12     |
| Julija Jefimowa                                                                                                 | 200 m Brust                | 2:26,83 min | 14      | 2:23,02 min   | 4             | 2:20,92 min   | 3             | Bronze |
| Anastassija Sujewa                                                                                              | 100 m Rücken               | 59,88 s     | 5       | 59,68 s       | 5             | 59,00 s       | 4             | 4      |
| Anastassija Sujewa                                                                                              | 200 m Rücken               | 2:09,36 min | 8       | 2:07,88 min   | 4             | 2:05,92 min   | 2             | Silber |
| Jekaterina Andrejewa                                                                                            | 200 m Lagen                | 2:17,84 min | 34      | ausgeschieden | ausgeschieden | ausgeschieden | ausgeschieden | 34     |
| Jana Martynowa                                                                                                  | 400 m Lagen                | 4:45,94 min | 24      | –             | –             | ausgeschieden | ausgeschieden | 24     |
| Wiktorija Andrejewa Natalja Lowzowa Margarita Nesterowa Weronika Popowa Jelena Sokolowa                         | 4 × 100-m-Freistil-Staffel | 3:39,59 min | 10      | –             | –             | ausgeschieden | ausgeschieden | 10     |
| Wiktorija Andrejewa Marija Baklakowa Darja Beljakina Weronika Popowa Jelena Sokolowa                            | 4 × 200-m-Freistil-Staffel | 7:56,50 min | 12      | –             | –             | ausgeschieden | ausgeschieden | 12     |
| Marija Baklakowa Irina Bespalowa Darja Dejewa Julija Jefimowa Marija Gromowa Weronika Popowa Anastassija Sujewa | 4 × 100-m-Lagen-Staffel    | 3:59,57 min | 8       | –             | –             | 3:56,03 min   | 4             | 4      |
| Anna Gussewa | 10 km Freiwasser           | –           | –       | –             | –             | 1:58:53,0 h   | 10            | 10     |
| Männer |                            |             |         |               |               |               |               |        |
| Sergei Fessikow                                                                                                 | 50 m Freistil              | 22,42 s     | 21      | ausgeschieden | ausgeschieden | ausgeschieden | ausgeschieden | 21     |
| Andrei Gretschin                                                                                                | 50 m Freistil              | 22,09 s     | 7       | 21,98 s       | 10            | ausgeschieden | ausgeschieden | 10     |
| Danila Isotow                                                                                                   | 100 m Freistil             | DNS         | DNS     | ausgeschieden | ausgeschieden | ausgeschieden | ausgeschieden | –      |
| Nikita Lobinzew                                                                                                 | 100 m Freistil             | 48,60 s     | 8       | 48,38 s       | 8             | 48,44 s       | 8             | 8      |
| Danila Isotow                                                                                                   | 200 m Freistil             | 1:46,61 min | 4       | 1:46,65 min   | 6             | 1:47,75 min   | 8             | 8      |
| Artjom Lobusow                                                                                                  | 200 m Freistil             | 1:47,91 min | 15      | 1:48,26 min   | 16            | ausgeschieden | ausgeschieden | 16     |
| Jegor Degtjarjow                                                                                                | 400 m Freistil             | 3:52,33 min | 19      | –             | –             | ausgeschieden | ausgeschieden | 19     |
| Jewgeni Korotyschkin                                                                                            | 100 m Schmetterling        | 51,84 s     | 3       | 51,85 s       | 8             | 51,44 s       | 2             | Silber |
| Nikolai Skworzow                                                                                                | 100 m Schmetterling        | 52,12 s     | 12      | 52,03 s       | 10            | ausgeschieden | ausgeschieden | 10     |
| Nikolai Skworzow                                                                                                | 200 m Schmetterling        | 1:56,76 min | 15      | 1:56,53 min   | 14            | ausgeschieden | ausgeschieden | 14     |
| Roman Sludnow                                                                                                   | 100 m Brust                | 1:01,47 min | 27      | ausgeschieden | ausgeschieden | ausgeschieden | ausgeschieden | 27     |
| Wjatscheslaw Sinkewitsch                                                                                        | 200 m Brust                | 2:10,48 min | 9       | 2:09,90 min   | 10            | ausgeschieden | ausgeschieden | 10     |
| Wladimir Morosow                                                                                                | 100 m Rücken               | 54,01 s     | 10      | DNS           | DNS           | ausgeschieden | ausgeschieden | –      |
| Arkadi Wjattschanin                                                                                             | 100 m Rücken               | 54,01 s     | 10      | 53,79 s       | 9             | ausgeschieden | ausgeschieden | 9      |
| Anton Antschin                                                                                                  | 200 m Rücken               | 1:59,49 min | 23      | ausgeschieden | ausgeschieden | ausgeschieden | ausgeschieden | 23     |
| Arkadi Wjattschanin                                                                                             | 200 m Rücken               | 1:58,69 min | 17      | ausgeschieden | ausgeschieden | ausgeschieden | ausgeschieden | 17     |
| Alexander Tichonow                                                                                              | 200 m Lagen                | 2:01,00 min | 24      | ausgeschieden | ausgeschieden | ausgeschieden | ausgeschieden | 24     |
| Alexander Tichonow                                                                                              | 400 m Lagen                | 4:18,12 min | 21      | –             | –             | ausgeschieden | ausgeschieden | 21     |
| Sergei Fessikow Andrei Gretschin Danila Isotow Jewgeni Lagunow Nikita Lobinzew Wladimir Morosow                 | 4 × 100-m-Freistil-Staffel | 3:12,77 min | 3       | –             | –             | 3:11,41 min   | 3             | Bronze |
| Danila Isotow Jewgeni Lagunow Nikita Lobinzew Artjom Lobusow Michail Polischtschuk Alexander Suchorukow         | 4 × 200-m-Freistil-Staffel | 7:11,86 min | 10      | –             | –             | ausgeschieden | ausgeschieden | 10     |
| Danila Isotow Jewgeni Korotyschkin Nikita Lobinzew Nikolai Skworzow Roman Sludnow Arkadi Wjattschanin           | 4 × 100-m-Lagen-Staffel    | 3:34,94 min | 12      | –             | –             | ausgeschieden | ausgeschieden | 12     |
| Sergei Bolschakow                                                                                               | 10 km Freiwasser           | –           | –       | –             | –             | 1:50:40,1 h   | 6             | 6      |
| Wladimir Djattschin                                                                                             | 10 km Freiwasser           | –           | –       | –             | –             | 1:50:42,8 h   | 7             | 7      |

### Segeln
Fleet Race
| Athleten                                | Wettbewerb      | Qualifikation | Qualifikation | Medal Race    | Medal Race    | Punkte | Rang |
| Athleten                                | Wettbewerb      | Punkte        | Rang          | Punkte        | Rang          | Punkte | Rang |
| --------------------------------------- | --------------- | ------------- | ------------- | ------------- | ------------- | ------ | ---- |
| Frauen                                  |                 |               |               |               |               |        |      |
| Tatjana Basjuk                          | Windsurfen RS:X | 208           | 25            | ausgeschieden | ausgeschieden | 208    | 25   |
| Swetlana Schnitko                       | Laser Radial    | 279           | 34            | ausgeschieden | ausgeschieden | 279    | 34   |
| Männer                                  |                 |               |               |               |               |        |      |
| Dmitri Polischtschuk                    | Windsurfen RS:X | 167           | 20            | ausgeschieden | ausgeschieden | 167    | 20   |
| Igor Lissowenko                         | Laser           | 231           | 27            | ausgeschieden | ausgeschieden | 231    | 27   |
| Maxim Scheremetjew Michail Scheremetjew | 470er           | 130           | 17            | ausgeschieden | ausgeschieden | 130    | 17   |
| Eduard Skornjakow                       | Finn Dinghy     | 153           | 17            | ausgeschieden | ausgeschieden | 153    | 17   |

Match Race
| Athletinnen                                     | Wettbewerb  | Round Robin | Round Robin | Viertelfinale          | Viertelfinale | Halbfinale | Halbfinale | Finale   | Finale   | Rang |
| Athletinnen                                     | Wettbewerb  | Bilanz      | Rang        | Gegner                 | Ergebnis      | Gegner     | Ergebnis   | Gegner   | Ergebnis | Rang |
| ----------------------------------------------- | ----------- | ----------- | ----------- | ---------------------- | ------------- | ---------- | ---------- | -------- | -------- | ---- |
| Frauen                                          |             |             |             |                        |               |            |            |          |          |      |
| Jelena Oblowa Jelena Sjusewa Jekaterina Skudina | Elliott 6 m | 9:2         | 2           | Vereinigtes Königreich | 3:2           | Spanien    | 1:2        | Finnland | 1:3      | 4    |

### Synchronschwimmen
| Athletinnen | Wettbewerb | Qualifikation     | Qualifikation     | Qualifikation  | Qualifikation  | Qualifikation | Qualifikation | Finale         | Finale         | Finale           | Finale           |
| Athletinnen | Wettbewerb | Technische Kür TK | Technische Kür TK | Freie Kür FK-Q | Freie Kür FK-Q | Gesamt        | Gesamt        | Freie Kür FK-F | Freie Kür FK-F | Gesamt TK + FK-F | Gesamt TK + FK-F |
| Athletinnen | Wettbewerb | Punkte            | Rang              | Punkte         | Rang           | Punkte        | Rang          | Punkte         | Rang           | Punkte           | Rang             |
| --- | ---------- | ----------------- | ----------------- | -------------- | -------------- | ------------- | ------------- | -------------- | -------------- | ---------------- | ---------------- |
| Frauen |            |                   |                   |                |                |               |               |                |                |                  |                  |
| Natalja Ischtschenko Swetlana Romaschina | Duett      | 98,200            | 1                 | 98,600         | 1              | 196,800       | 1             | 98,900         | 1              | 197,100          | Gold             |
| Elwira Chassjanowa Anastassija Dawydowa Marija Gromowa Natalja Ischtschenko (Finale) Darja Korobowa Alexandra Pazkewitsch Swetlana Romaschina Alla Schischkina (Qualifikation) Anschelika Timanina | Gruppe     | 98,100            | 1                 | -              | -              | -             | -             | 98,930         | 1              | 197,030          | Gold             |

### Taekwondo
| Athleten                  | Wettbewerb        | Achtelfinale              | Achtelfinale | Viertelfinale | Viertelfinale | Hoffnungsrunde Halbfinale | Hoffnungsrunde Halbfinale | Halbfinale    | Halbfinale    | Hoffnungsrunde Finale | Hoffnungsrunde Finale | Finale        | Finale        | Rang   |
| Athleten                  | Wettbewerb        | Gegner                    | Ergebnis     | Gegner        | Ergebnis      | Gegner                    | Ergebnis                  | Gegner        | Ergebnis      | Gegner                | Ergebnis              | Gegner        | Ergebnis      | Rang   |
| ------------------------- | ----------------- | ------------------------- | ------------ | ------------- | ------------- | ------------------------- | ------------------------- | ------------- | ------------- | --------------------- | --------------------- | ------------- | ------------- | ------ |
| Frauen                    |                   |                           |              |               |               |                           |                           |               |               |                       |                       |               |               |        |
| Kristina Griwatschewa-Kim | Klasse bis 49 kg  | Chanatip Sonkham          | 1:13         | ausgeschieden | ausgeschieden | ausgeschieden             | ausgeschieden             | ausgeschieden | ausgeschieden | ausgeschieden         | ausgeschieden         | ausgeschieden | ausgeschieden | 11     |
| Anastassija Baryschnikowa | Klasse über 67 kg | Khaoula Ben Hamza         | 12:6         | Nuša Rajher   | 11:9          | –                         | –                         | Milica Mandić | 3:11          | Lee In-jong           | 7:6                   | ausgeschieden | ausgeschieden | Bronze |
| Männer                    |                   |                           |              |               |               |                           |                           |               |               |                       |                       |               |               |        |
| Alexei Denissenko         | Klasse bis 58 kg  | Heiner Oviedo             | 5:2          | Wei Chen-yang | 10:7          | –                         | –                         | Lee Dae-hoon  | 6:7           | Safwan Khalil         | 3:1                   | ausgeschieden | ausgeschieden | Bronze |
| Gadschi Umarow            | Klasse über 80 kg | François Coulombe-Fortier | 3:7          | ausgeschieden | ausgeschieden | ausgeschieden             | ausgeschieden             | ausgeschieden | ausgeschieden | ausgeschieden         | ausgeschieden         | ausgeschieden | ausgeschieden | 11     |

### Tennis
| Athleten                           | Wettbewerb | 1. Runde                              | 1. Runde         | 2. Runde            | 2. Runde       | Achtelfinale                           | Achtelfinale   | Viertelfinale             | Viertelfinale | Halbfinale                     | Halbfinale    | Finale                    | Finale               |
| Athleten                           | Wettbewerb | Gegner                                | Ergebnis         | Gegner              | Ergebnis       | Gegner                                 | Ergebnis       | Gegner                    | Ergebnis      | Gegner                         | Ergebnis      | Gegner                    | Ergebnis             |
| ---------------------------------- | ---------- | ------------------------------------- | ---------------- | ------------------- | -------------- | -------------------------------------- | -------------- | ------------------------- | ------------- | ------------------------------ | ------------- | ------------------------- | -------------------- |
| Frauen                             |            |                                       |                  |                     |                |                                        |                |                           |               |                                |               |                           |                      |
| Marija Kirilenko                   | Einzel     | Mariana Duque Mariño                  | 6:0, 1:1 Aufgabe | Heather Watson      | 6:3, 6:2       | Julia Görges                           | 7:65, 6:3      | Petra Kvitová             | 7:63, 6:3     | Marija Scharapowa              | 2:6, 3:6      | Wiktoryja Asaranka        | 3:6, 4:6             |
| Nadja Petrowa                      | Einzel     | Zheng Jie                             | 6:4, 7:64        | Anna Tatischwili    | 6:3, 6:75, 6:2 | Wiktoryja Asaranka                     | 6:76, 4:6      | ausgeschieden             | ausgeschieden | ausgeschieden                  | ausgeschieden | ausgeschieden             | ausgeschieden        |
| Marija Scharapowa                  | Einzel     | Shahar Peer                           | 6:2, 6:0         | Laura Robson        | 7:65, 6:3      | Sabine Lisicki                         | 6:78, 6:4, 6:3 | Kim Clijsters             | 6:2, 7:5      | Marija Kirilenko               | 6:2, 6:3      | Serena Williams           | 0:6, 1:6 Silber      |
| Wera Swonarjowa                    | Einzel     | Sofia Arvidsson                       | 7:63, 6:4        | Francesca Schiavone | 6:3, 6:3       | Serena Williams                        | 1:6, 0:6       | ausgeschieden             | ausgeschieden | ausgeschieden                  | ausgeschieden | ausgeschieden             | ausgeschieden        |
| Marija Kirilenko Nadja Petrowa     | Doppel     | Klaudia Jans-Ignacik Alicja Rosolska  | 6:75, 6:3, 6:2   | –                   | –              | Jaroslawa Schwedowa Galina Woskobojewa | 6:3, 6:2       | Peng Shuai Zheng Jie      | 7:5, 6:74,6:4 | Serena Williams Venus Williams | 5:7, 4:6      | Liezel Huber Lisa Raymond | 4:6, 6:4, 6:1 Bronze |
| Jekaterina Makarowa Jelena Wesnina | Doppel     | Jarmila Gajdošová Anastasia Rodionowa | 6:1, 6:4         | –                   | –              | Anna-Lena Grönefeld Julia Görges       | 6:2, 6:1       | Liezel Huber Lisa Raymond | 3:6, 3:6      | ausgeschieden                  | ausgeschieden | ausgeschieden             | ausgeschieden        |
| Männer                             |            |                                       |                  |                     |                |                                        |                |                           |               |                                |               |                           |                      |
| Alex Bogomolow                     | Einzel     | Carlos Berlocq                        | 7:5, 7:65        | Nicolás Almagro     | 2:6, 2:6       | ausgeschieden                          | ausgeschieden  | ausgeschieden             | ausgeschieden | ausgeschieden                  | ausgeschieden | ausgeschieden             | ausgeschieden        |
| Nikolai Dawydenko                  | Einzel     | Radek Štěpánek                        | 6:4, 6:3         | Kei Nishikori       | 6:4, 4:6, 1:6  | ausgeschieden                          | ausgeschieden  | ausgeschieden             | ausgeschieden | ausgeschieden                  | ausgeschieden | ausgeschieden             | ausgeschieden        |
| Dmitri Tursunow                    | Einzel     | Feliciano López                       | 7:65, 2:6, 7:9   | ausgeschieden       | ausgeschieden  | ausgeschieden                          | ausgeschieden  | ausgeschieden             | ausgeschieden | ausgeschieden                  | ausgeschieden | ausgeschieden             | ausgeschieden        |
| Michail Juschny                    | Einzel     | Julien Benneteau                      | 5:7, 3:6         | ausgeschieden       | ausgeschieden  | ausgeschieden                          | ausgeschieden  | ausgeschieden             | ausgeschieden | ausgeschieden                  | ausgeschieden | ausgeschieden             | ausgeschieden        |
| Nikolai Dawydenko Michail Juschny  | Doppel     | Philipp Petzschner Christopher Kas    | 7:5, 7:5         | –                   | –              | Bob Bryan Mike Bryan                   | 6:76, 6:71     | ausgeschieden             | ausgeschieden | ausgeschieden                  | ausgeschieden | ausgeschieden             | ausgeschieden        |
| Mixed                              |            |                                       |                  |                     |                |                                        |                |                           |               |                                |               |                           |                      |
| Jelena Wesnina Michail Juschny     | Doppel     | Gisela Dulko Juan Martín del Potro    | 3:6, 5:7         | –                   | –              | ausgeschieden                          | ausgeschieden  | ausgeschieden             | ausgeschieden | ausgeschieden                  | ausgeschieden | ausgeschieden             | ausgeschieden        |

### Tischtennis
| Athleten                                             | Wettbewerb | 1. Runde            | 1. Runde | 2. Runde               | 2. Runde | 3. Runde      | 3. Runde | 4. Runde      | 4. Runde      | Viertelfinale | Viertelfinale | Halbfinale    | Halbfinale    | Finale        | Finale        | Rang |
| Athleten                                             | Wettbewerb | Gegner              | Ergebnis | Gegner                 | Ergebnis | Gegner        | Ergebnis | Gegner        | Ergebnis      | Gegner        | Ergebnis      | Gegner        | Ergebnis      | Gegner        | Ergebnis      | Rang |
| ---------------------------------------------------- | ---------- | ------------------- | -------- | ---------------------- | -------- | ------------- | -------- | ------------- | ------------- | ------------- | ------------- | ------------- | ------------- | ------------- | ------------- | ---- |
| Frauen                                               |            |                     |          |                        |          |               |          |               |               |               |               |               |               |               |               |      |
| Anna Tichomirowa                                     | Einzel     | Freilos             | Freilos  | Wenling Tan Monfardini | 4:3      | Ai Fukuhara   | 0:4      | ausgeschieden | ausgeschieden | ausgeschieden | ausgeschieden | ausgeschieden | ausgeschieden | ausgeschieden | ausgeschieden | 17   |
| Männer                                               |            |                     |          |                        |          |               |          |               |               |               |               |               |               |               |               |      |
| Alexander Schibajew                                  | Einzel     | Freilos             | Freilos  | Freilos                | Freilos  | Freilos       | Freilos  | Andrej Gaćina | 3:4           | ausgeschieden | ausgeschieden | ausgeschieden | ausgeschieden | ausgeschieden | ausgeschieden |      |
| Alexei Smirnow                                       | Einzel     | Freilos             | Freilos  | Freilos                | Freilos  | Matīss Burģis | 4:0      | Jiang Tianyi  | 1:3           | ausgeschieden | ausgeschieden | ausgeschieden | ausgeschieden | ausgeschieden | ausgeschieden |      |
| Alexander Schibajew Kirill Skatschkow Alexei Smirnow | Mannschaft | Volksrepublik China | 1:3      | –                      | –        | –             | –        | –             | –             | ausgeschieden | ausgeschieden | ausgeschieden | ausgeschieden | ausgeschieden | ausgeschieden | 8    |

### Triathlon
| Athleten              | Wettbewerb | Zeit      | Rang |
| --------------------- | ---------- | --------- | ---- |
| Frauen                |            |           |      |
| Irina Abyssowa        | Einzel     | 2:01:52 h | 13   |
| Alexandra Rasarjonowa | Einzel     | 2:09:11 h | 47   |
| Männer                |            |           |      |
| Alexander Brjuchankow | Einzel     | 1:47:35 h | 7    |
| Dmitri Poljanski      | Einzel     | 1:49:24 h | 21   |
| Iwan Wassiljew        | Einzel     | 1:48:43 h | 13   |

### Turnen

#### Gerätturnen
| Athleten                                                                                 | Wettbewerb           | Qualifikation | Qualifikation | Finale        | Finale        | Rang          |
| Athleten                                                                                 | Wettbewerb           | Punkte        | Rang          | Punkte        | Rang          | Rang          |
| ---------------------------------------------------------------------------------------- | -------------------- | ------------- | ------------- | ------------- | ------------- | ------------- |
| Frauen                                                                                   |                      |               |               |               |               |               |
| Anastassija Grischina                                                                    | Mehrkampf Einzel     | 57,332        | 12            | ausgeschieden | ausgeschieden | ausgeschieden |
| Wiktorija Komowa                                                                         | Mehrkampf Einzel     | 60,632        | 1             | 61,973        | 2             | Silber        |
| Alija Mustafina                                                                          | Mehrkampf Einzel     | 59,966        | 5             | 59,566        | 3             | Bronze        |
| Marija Passeka                                                                           | Sprung               | 15,533        | 6             | 15,050        | 3             | Bronze        |
| Alija Mustafina                                                                          | Stufenbarren         | 15,700        | 5             | 16,133        | 1             | Gold          |
| Wiktorija Komowa                                                                         | Stufenbarren         | 15,833        | 3             | 15,666        | 5             | 5             |
| Xenija Afanassjewa                                                                       | Schwebebalken        | 15,066        | 7             | 14,583        | 5             | 5             |
| Wiktorija Komowa                                                                         | Schwebebalken        | 15,266        | 2             | 13,166        | 8             | 8             |
| Alija Mustafina                                                                          | Boden                | 14,433        | 8             | 14,900        | 3             | Bronze        |
| Xenija Afanassjewa                                                                       | Boden                | 14,833        | 4             | 14,566        | 6             | 6             |
| Xenija Afanassjewa Anastassija Grischina Wiktorija Komowa Alija Mustafina Marija Passeka | Mehrkampf Mannschaft | 180,429       | 2             | 178,530       | 2             | Silber        |
| Männer                                                                                   |                      |               |               |               |               |               |
| Dawid Beljawski                                                                          | Mehrkampf Einzel     | 90,832        | 2             | 90,297        | 5             | 5             |
| Emin Garibow                                                                             | Mehrkampf Einzel     | 89,798        | 8             | 88,006        | 14            | 14            |
| Denis Abljasin                                                                           | Boden                | 15,433        | 8             | 15,800        | 3             | Bronze        |
| Dawid Beljawski                                                                          | Pauschenpferd        | 14,900        | 7             | 14,733        | 7             | 7             |
| Alexander Balandin                                                                       | Ringe                | 15,666        | 3             | 15,666        | 4             | 4             |
| Denis Abljasin                                                                           | Ringe                | 15,500        | 5             | 15,633        | 5             | 5             |
| Denis Abljasin                                                                           | Sprung               | 16,300        | 4             | 16,399        | 2             | Silber        |
| Emin Garibow                                                                             | Barren               | 15,600        | 4             | 15,300        | 6             | 6             |
| Emin Garibow                                                                             | Reck                 | 15,566        | 6             | 15,333        | 7             | 7             |
| Denis Abljasin Alexander Balandin Dawid Beljawski Emin Garibow Igor Pachomenko           | Mehrkampf Mannschaft | 272,595       | 2             | 269,603       | 6             | 6             |

#### Rhythmische Sportgymnastik
| Athletinnen | Wettbewerb           | Qualifikation | Qualifikation | Finale  | Finale | Rang   |
| Athletinnen | Wettbewerb           | Punkte        | Rang          | Punkte  | Rang   | Rang   |
| --- | -------------------- | ------------- | ------------- | ------- | ------ | ------ |
| Frauen |                      |               |               |         |        |        |
| Jewgenija Kanajewa                                                                                              | Mehrkampf Einzel     | 116,000       | 1             | 116,900 | 1      | Gold   |
| Darja Dmitrijewa                                                                                                | Mehrkampf Einzel     | 114,525       | 2             | 114,500 | 2      | Silber |
| Anastassija Blisnjuk Uljana Donskowa Xenija Dudkina Alina Makarenko Anastassija Nasarenko Karolina Sewastjanowa | Mehrkampf Mannschaft | 56,375        | 1             | 57,000  | 1      | Gold   |

#### Trampolinturnen
| Athleten           | Wettbewerb | Qualifikation | Qualifikation | Finale | Finale | Rang   |
| Athleten           | Wettbewerb | Punkte        | Rang          | Punkte | Rang   | Rang   |
| ------------------ | ---------- | ------------- | ------------- | ------ | ------ | ------ |
| Frauen             |            |               |               |        |        |        |
| Wiktorija Woronina | Einzel     | 100,995       | 8             | 21,915 | 8      | 8      |
| Männer             |            |               |               |        |        |        |
| Nikita Fedorenko   | Einzel     | 107,070       | 8             | 59,105 | 6      | 6      |
| Dmitri Uschakow    | Einzel     | 112,605       | 2             | 61,769 | 2      | Silber |

### Volleyball
| Wettbewerb    | Frauen | Männer |
| ------------- | --- | --- |
| Athleten      | Marija Borissenko Jewgenija Estes Jekaterina Gamowa Natalija Gontscharowa Jekaterina Kabeschowa Tatjana Koschelewa Swetlana Krjutschkowa Anna Matijenko Julia Merkulowa Marija Perepjolkina Ljubow Schaschkowa Jewgenija Starzewa | Nikolai Apalikow Juri Bereschko Alexander Butko Sergei Grankin Dmitri Iljinych Taras Chtei Maxim Michailow Dmitri Muserski Alexei Obmotschajew Alexander Sokolow Sergei Tetjuchin Alexander Wolkow |
| Trainer       | Sergei Owtschinnikow | Wladimir Alekno |
| Gruppenphase  | Großbritannien (3:0) Dominikanische Republik (3:1) Algerien (3:0) Japan (3:1) Italien (3:2) | Deutschland (3:0) Brasilien (0:3) Tunesien (3:0) USA (3:2) Serbien (3:0) |
| Viertelfinale | Brasilien (2:3) | Polen (3:0) |
| Halbfinale    | ausgeschieden | Bulgarien (3:1) |
| Finale        | ausgeschieden | Brasilien (3:2) |
| Platzierung   | 5 | Gold |

### Wasserball
| Wettbewerb         | Frauen |
| ------------------ | --- |
| Athleten           | Alexandra Antonowa Diana Antonowa Olga Beljajewa Olga Belowa Nadeschda Fedotowa Jewgenija Iwanowa Anna Karnauch Jewgenija Chochriakowa Sofja Konuch Marija Kowtunowskaja Jekaterina Lisunowa Jekaterina Prokofjewa Jekaterina Tankejewa |
| Trainer            | Alexander Kleymenow |
| Gruppenphase       | Großbritannien (7:6) Italien (7:4) Australien (8:11) |
| Viertelfinale      | Ungarn (10:11) |
| Platzierungsspiele | Großbritannien (11:9) Spiel um Platz 5: Volksrepublik China (15:16) |
| Halbfinale         | ausgeschieden |
| Finale             | ausgeschieden |
| Platzierung        | 6 |

### Wasserspringen
| Athleten                       | Wettbewerb            | Vorkampf | Vorkampf | Halbfinale    | Halbfinale    | Finale        | Finale        | Rang          |
| Athleten                       | Wettbewerb            | Punkte   | Rang     | Punkte        | Rang          | Punkte        | Rang          | Rang          |
| ------------------------------ | --------------------- | -------- | -------- | ------------- | ------------- | ------------- | ------------- | ------------- |
| Frauen                         |                       |          |          |               |               |               |               |               |
| Nadeschda Baschina             | Kunstspringen 3 m     | 325,00   | 8        | 310,70        | 17            | ausgeschieden | ausgeschieden | ausgeschieden |
| Anastassija Posdnjakowa        | Kunstspringen 3 m     | 286,50   | 19       | ausgeschieden | ausgeschieden | ausgeschieden | ausgeschieden | ausgeschieden |
| Julija Koltunowa               | Turmspringen 10 m     | 334,80   | 7        | 351,90        | 6             | 357,90        | 5             | 5             |
| Männer                         |                       |          |          |               |               |               |               |               |
| Jewgeni Kusnezow               | Kunstspringen 3 m     | 440,95   | 16       | 437,70        | 14            | ausgeschieden | ausgeschieden | ausgeschieden |
| Ilja Sacharow                  | Kunstspringen 3 m     | 507,65   | 1        | 505,60        | 2             | 555,90        | 1             | Gold          |
| Gleb Galperin                  | Turmspringen 10 m     | 445,60   | 16       | 453,80        | 16            | ausgeschieden | ausgeschieden | ausgeschieden |
| Wiktor Minibajew               | Turmspringen 10 m     | 449,05   | 14       | 514,15        | 6             | 527,80        | 4             | 4             |
| Jewgeni Kusnezow Ilja Sacharow | Synchronspringen 3 m  | –        | –        | –             | –             | 459,63        | 2             | Silber        |
| Wiktor Minibajew Ilja Sacharow | Synchronspringen 10 m | –        | –        | –             | –             | 449,88        | 6             | 6             |